# Культура Вірменії
Культура Вірменії — сукупність матеріально-технічних і духовних досягнень вірменського народу, створених як на нинішній території Вірменії, так і у всій історичній Вірменії.
Історія культури сформованого вірменського народу бере початок з VI—V століть до н. е. і є продовженням ще давнішої культури Урарту. Як зазначає енциклопедія «Британіка» Вірменія — один з найдавніших центрів світової цивілізації. Найважливіше значення для подальшого розвитку історії та культури вірменського народу мало прийняття в перші роки IV століття християнства як державної та єдиної релігії Вірменії. Саме з IV століття починається нова фаза в історії вірменської культури — початок середньовічного вірменського мистецтва. Загальний підйом вірменської культури охоплює період до VII століття включно, до остаточного ствердження у Вірменії арабського ярма. Подальший значний розвиток починається з кінця IX століття, і пов'язаний він з відновленням у 885 році незалежного Вірменського царства, що стало початком нової золотої доби вірменської історії. Період культурного піднесення тривав до XIII століття включно і характеризується деякими авторами як Вірменське Відродження. Після близько двовікової кризи в XV—XVI століттях, культурне життя знову пожвавлюється з XVII століття. Для збереження і розвитку багатовікової вірменської цивілізації важливим стало приєднання на початку XIX століття Східної Вірменії до християнської Російської Імперії. 1918 року в Східній Вірменії було відновлено вірменську державу. 1920 року вона була приєднана до радянської держави, а після її розпаду знову здобула суверенітет, створивши нові перспективи для розвитку 2500-літніх культурних традицій вірмен.
Також у статті окремо розглядається культура інших народів і народностей, що проживали і проживають на території Вірменії.

## Архітектура
|                                                                                    |  |
| 1. Єреруйкська базиліка, V століття 2. Мавзолей вірменських Аршакідів, IV століття |  |

Від VI ст. до н. е. в стародавній Вірменії розвивалася язичницька архітектура. Ксенофонт повідомляє, що житла вірмен мали вежі. Найзначніший пам'ятник вірменської античної архітектури — храм Ґарні, побудований царем Великої Вірменії Трдатом I у 70-ті роки н. е. Від епохи еллінізму збереглися залишки міст Арташат і Тигранакерт — стародавніх столиць Великої Вірменії. Плутарх називає Арташат «вірменським Карфагеном». Давньовірменським містам характерне регулярне планування міських кварталів.
У III—IV століттях у зв'язку з формуванням у Вірменії феодальних відносин, а також прийняттям у 301 році християнства як державної релігії, починається новий етап в історії вірменської архітектури. Серед найранніших зразків вірменської церковної архітектури знані як однонефні зальні (Ширванджух, V ст.), так і тринефні базилікальні (Касах, IV ст.; Єреруйк, V ст.) церкви. У V—VII століттях вірменські архітектори розробили різноманітні типи центричних купольних храмів: квадратні в плані (у Вохджаберді, V ст.); чотириапсидні (в Црвизі, Арзні, V—VI ст.); прямокутні в плані, з виступаючими 4 апсидами і з 4 підкупольними пілонами (собор в Ечміадзіні) або без пілонів (Мастара); прямокутні, з вписаним усередину хрестом (Аван, 591—602; Ріпсіме); восьмиапсидні (Зоравар, VII ст.) тощо. Поєднання центричної та базилікальних композицій у V—VI століттях призвело до створення таких купольних базилік, як Текор (кінець V ст.) і Одзун (середина VI ст.). В V столітті у вірменській столиці Двін побудовано палату голови вірменського католікоса, що був однією з найраніших палацових будівель середньовічної Вірменії. Шедевром вірменської архітектури VII століття вважається храм Звартноц, зведений між 641—661 роками.
З кінця IX століття, після відновлення суверенітету вірменської держави монументальне будівництво переживає новий підйом. Вірменське зодчество цього часу найтісніше продовжує архітектурні традиції попередніх століть. Характерним явищем цього етапу розвитку архітектури стає збагачення декору. Розвивається як цивільне, так і культове будівництво. Зокрема, в столиці Ані споруджено великі оборонні стіни, палаци, протягом 989—1001 років царями Гагіком I і Смбатом II тут побудовано Кафедральний собор, архітектором якого став знаменитий Трдат. Крім центральної Вірменії, будівництво розвивалася у всіх частинах країни. Так, у 915—921 роках Гагік Арцруні в Васпуракані звів Церкву Святого Хреста (зодчий Мануел), що вирізняється багатющими рельєфами. В Сюніку зведено Татев (895—905 рр.), Ваганаванк (911 р.), Гндеванк (930 р.) та інші церкви. Великі монастирські комплекси були побудовані на північному сході Вірменії — Санаїн (957—962 рр.), Ахпат (976—991 рр.) тощо. Разом з тим стратегічні шляхи були прикриті фортецями, серед яких найбільш потужними були Амберд, Тигніс і деякі інші.

Новий піднесення цивільної архітектури відзначається в XII—XIII століттях — будуються готелі, трапезні, книгосховища, караван-сараї. Особливо примітне явище вірменської архітектури цього часу — ґавіти-притвори. Піднесення вірменської архітектури кінця XII—XIII століть пов'язане зі звільненням Вірменії Закаряни. Було створено низку нових кам'яних конструкцій, серед яких перекриття на перехресних арках. Найвідоміші пам'ятки часу: Арічаванк (1201), Макараванк (1205), Тегер (1213—1232), Дадіванк, (1214), Ґегард (1215), Сагмосаванк (1215—1235), Ованаванк (1216), Гандзасар (1216—1238), Агарцин (1281) та деякі інші.

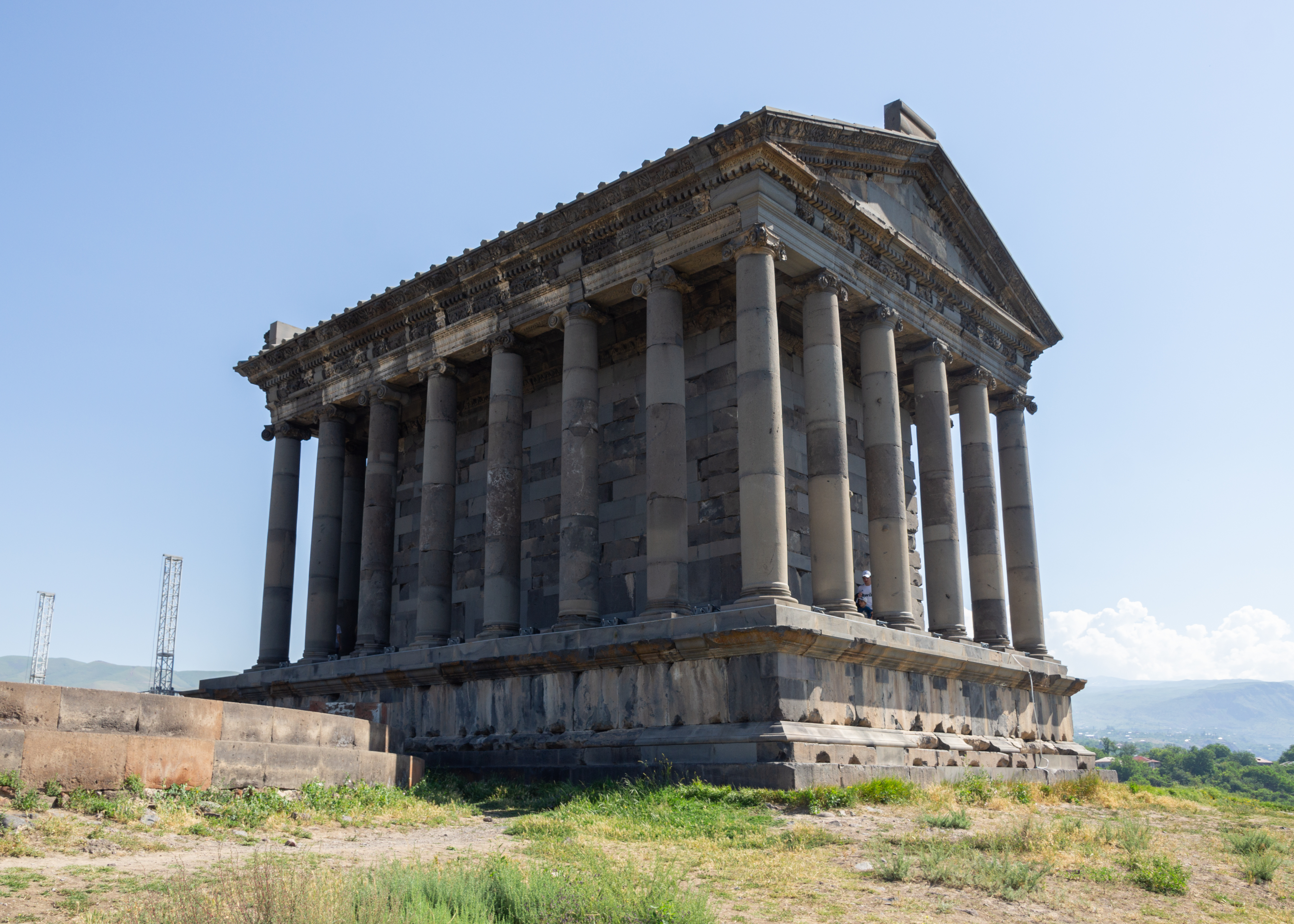
Ґарні, I століття н. е.
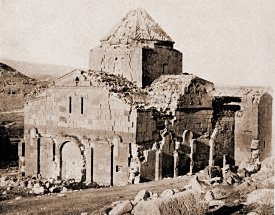
Церква Текор, кінець V століття
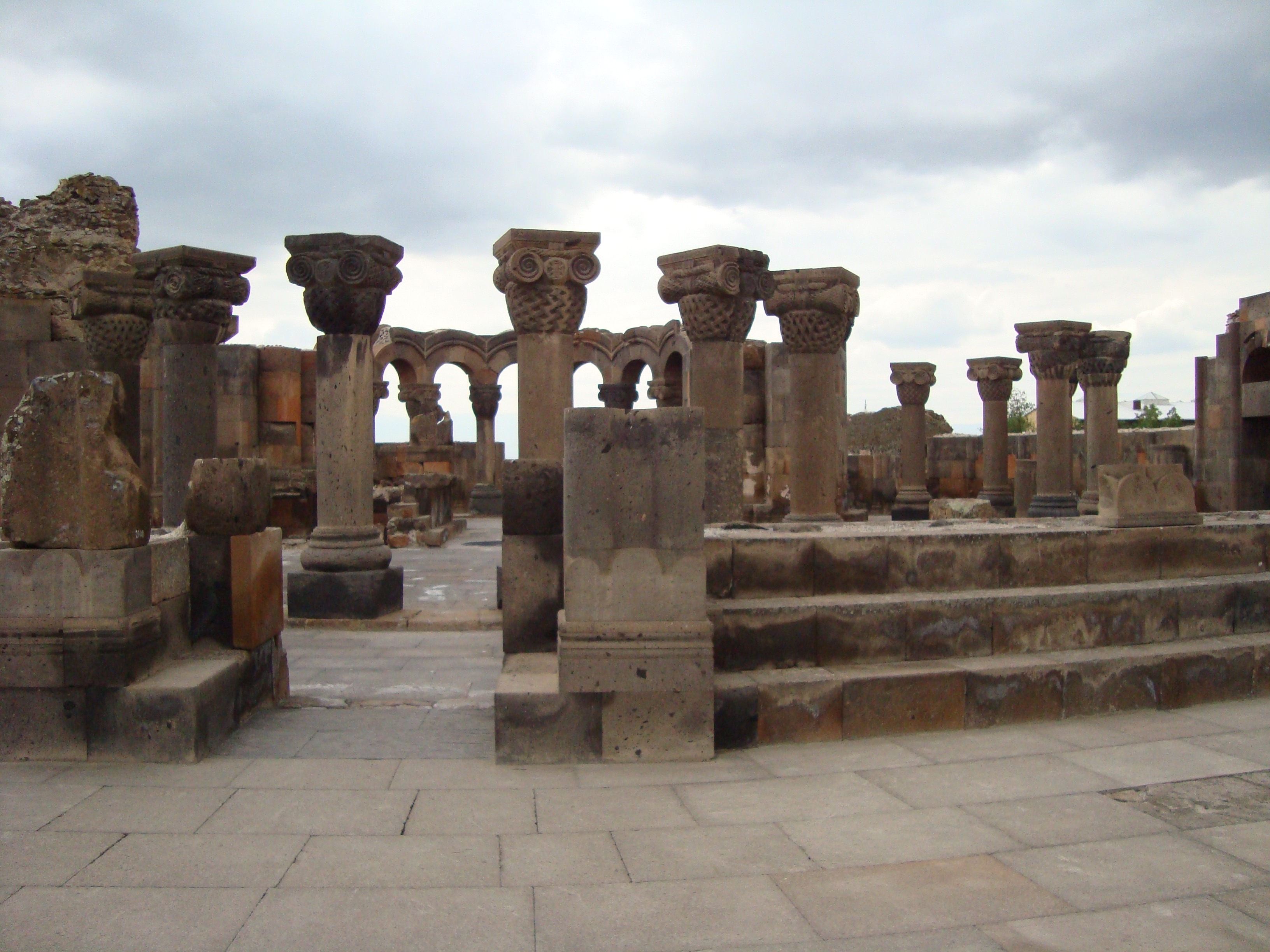
Руїни Звартноца, бл. 640-661 рр.
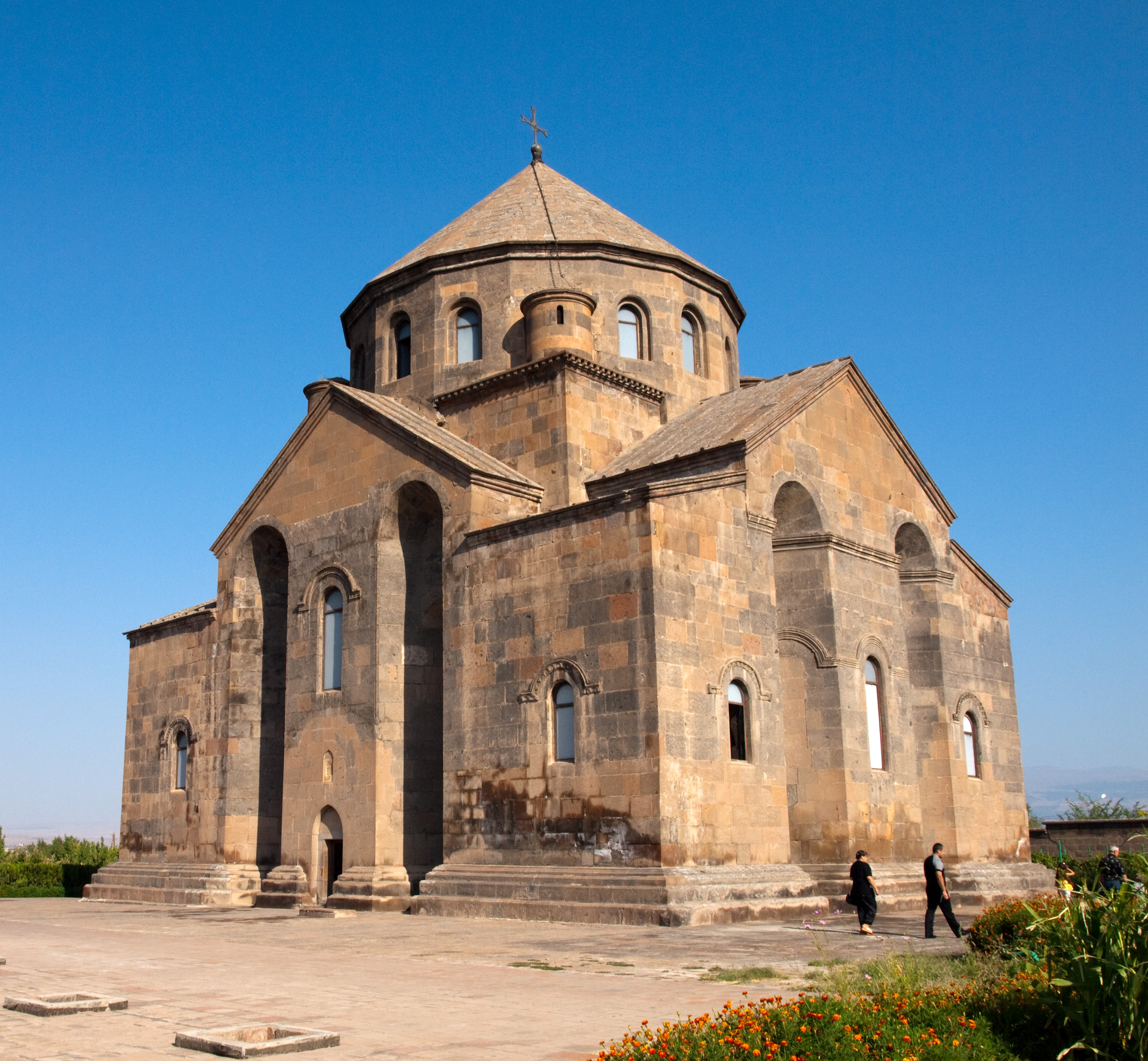
Церква св. Ріпсіме, 618 рік
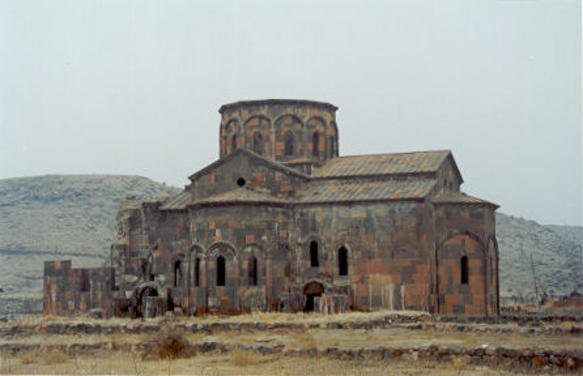
Талінський собор, VII ст.

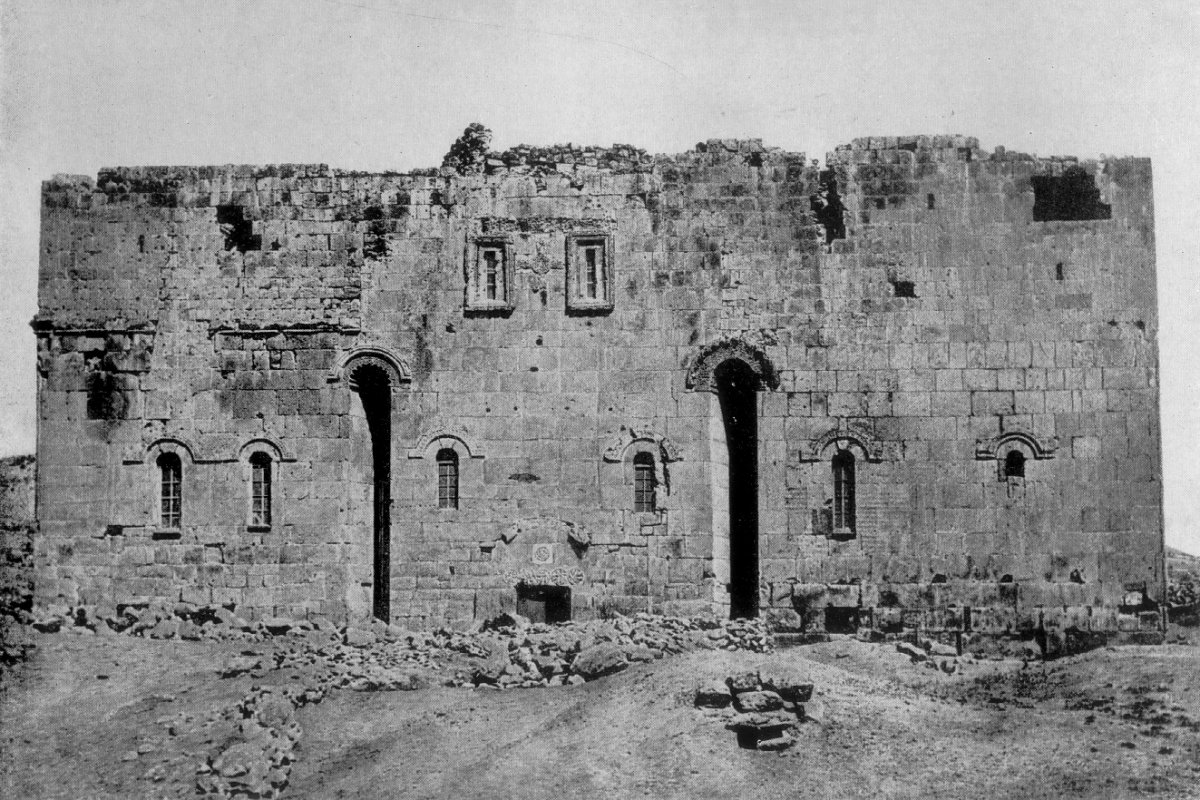
Собор Шіракавана, кінець IX ст.
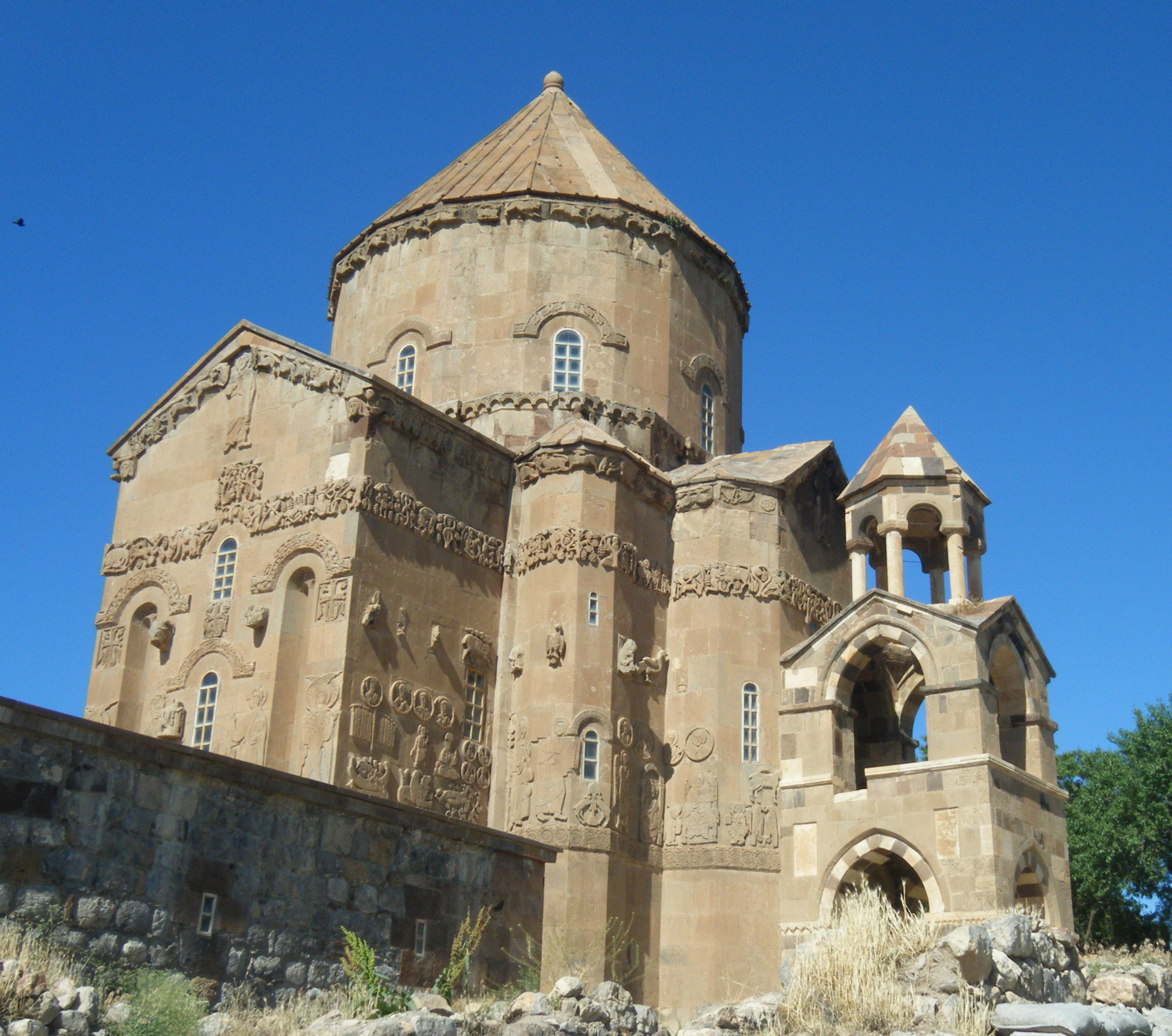
Ахтамар, 915-921 роки
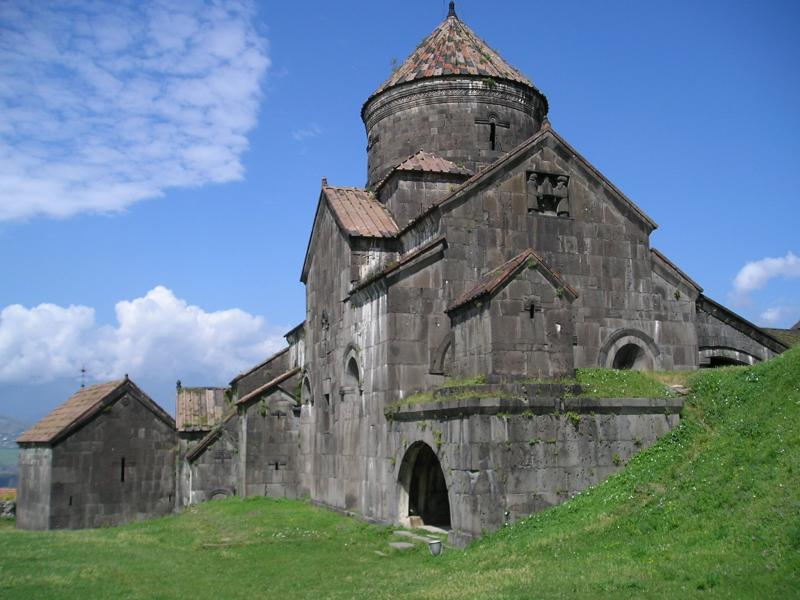
Ахпат, 976-991 рр.
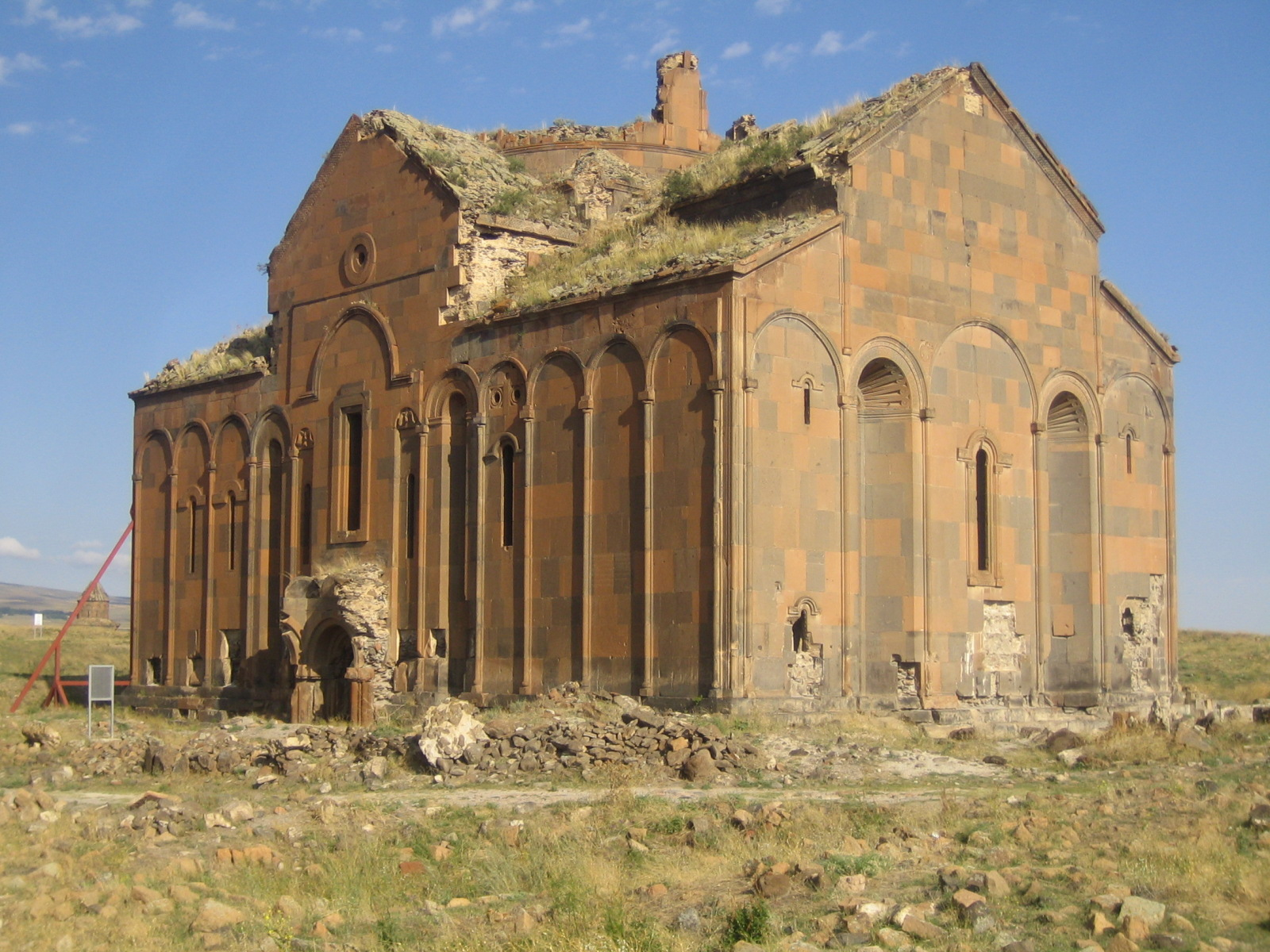
Кафедральний собор Святої Діви Марії в Ані, 989-1001 роки
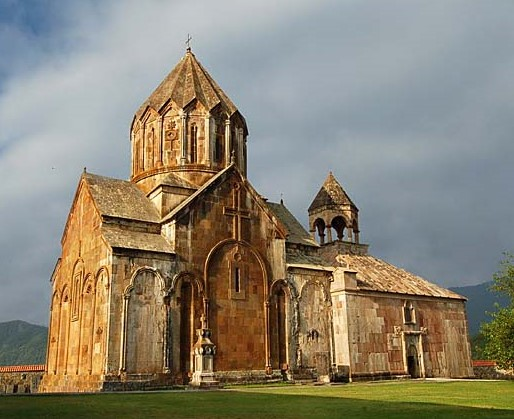
Гандзасар, 1216-1238 рр.

### Міфологія і фольклор

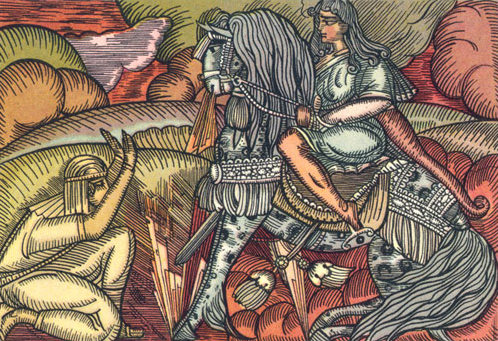
Національний епос вірменського народу Давид Сасунский. Склався між VIII—X століттями. Худ. Коджоян Акоп Карапетович, 1922 рік

Зразки давнього і середньовічного фольклору збереглися письмово, переважно давньовірменською і средньовірменською мовою. Стародавні епічні сказання, міфи, зразки епічної поезії, романи, збереглися у творах Мовсеса Хоренаці, Фавстоса Бузанда, Агафангела, Себеоса, Іоана Маміконяна; літературні обробки загадок виявлено в Ананії Ширакаці, Нерсеса Шноралі і деяких анонімів, байки у Вардана Айгекці, айрени любові і бенкетів переважно в тагаранах XV—XVII століть тощо. Крім того дані про античну міфологію вірмен повідомляють греко-римські автори, наприклад Страбон.
До формування вірменської писемності розвивався багатий літературний фольклор. Найдавніші вірменські міфи про Гайка, Арама, Ару Прекрасного, Торка Ангеха, Артавазда, Ваагна, Тиграна і Аждаака, Ерванда і Ервазе, про вишапів. Велику художню та історико-пізнавальну цінність мають створені в різні епохи легенди, епічні пісні й перекази про царів стародавньої Вірменії Трдата III і Аршака II (IV століття), полководців Мушега і Вардана Маміконяна (IV і V століття).
На основі епічної пісні про Хайка лежить ідея боротьби проти тиранії, образ якої формує ассиро-вавилонський бог Бел. Збереглися епічні уривки про Арташесе і Сатенік.
За повідомленням Агатангелос, головним божеством давньовірменського пантеону був Арамазд. Його статуя, як оповідає Хоренаці, знаходилася в храмі на березі Євфрата у фортеці Ані. Стародавні вірмени поклонялися також божеству сонця. Його храм був розташований в столиці Армавірі. Важливе місце у вірменському пантеоні займала Анаїт, про що пишуть Страбон, Агатангелос і Ширакаці. У вірмен ще в дохристиянські часи існувало божество писемності і науки — Тір. У вірменських джерелах збереглися уривки з епічних циклів «Перська війна» і «Таронська війна».
У VII—X століттях склався вірменський епос «Давид Сасунський», що оповідає про боротьбу богатирів з Сасуна (область в історичній Вірменії) проти арабських загарбників. 2012 року включений до Списку нематеріальної культурної спадщини людства.
У XIV столітті виникло епічне сказання «Герої Кашта», що оповідає про національну боротьбу проти військ Тамерлана.

### Давня та середньовічна вірменська література
Існує думка, згідно з якою ще в III—I ст. до н. е. у вірмен існували особливі «жрецькі письмена», яким створювалися храмові книги і літописи. У I ст. до н. е. грецькою мовою писав драми цар Великої Вірменії Артавазд II. З авторів дохристиянської Вірменії відомий також Олюмп, що жив у I—II ст. н. е., «Храмові історії» якого не збереглися. На початку IV століття, після прийняття християнства державною релігією, колишня література була визнана язичницької і знищена.
|                                                                       |  |  |
| Езнік Кохбаці (V век). Григор Нарекаці (XI век). Фрик (XIII століття) |  |  |

Вірменська мова є однією з давньописемних серед індоєвропейських мов. Вірменська оригінальна література почала розвиватися з 405 року, коли вчений і священник Месроп Маштоц створив вірменський алфавіт. Тоді ж формується давньовірменська літературна мова — грабар. V століття заведено називати «Золотим віком» в історії вірменської літератури. Перша оригінальна пам'ятка вірменської літератури — «Житіє Маштоца», написана в 440 роках. В літературі V століття своїм значенням домінує вірменська історіографія або жанр історичної прози. У цьому столітті жили історики Агатангелос, Єгіше, Фавстос Бузанд, Мовсес Хоренаці, Лазар Парпеці та ін. В галузі богослов'я відомі Єзнік Кохбаці, Іоанн Мандакуні та ін. Процвітає також гімнографія і агіографія. У розвиток гімнографії важливий внесок зробив поет V століття Степанос Сюнеці (перший).
В VI столітті нових вершин сягає вірменська філософська думка завдяки творчості неоплатоніка Давида Анахта. Вже з кінця VII століття збереглися зразки світської поезії. В VII—VIII століттях процвітає схоластико-догматична література, писали богослови Йоан Майраванеці, Вртанес Кертог, Ованес Одзнеці та ін. У цей самий період свої праці створили відомі історики Себеос, Гевонд, Мовсес Каганкатваці, Іоан Маміконян, поети Саакдухт, Хосровідухт, Комітас Ахцеці і багато інших.
Від початку V століття починається історія давньовірменської перекладної літератури. Протягом V—VIII століть вірмени переклали Арістотеля, Платона, Філона Александрійського, Галена, Езопа і десятки інших авторів античної літератури. Багато вірменських перекладів унікальні, оскільки оригінали цих творів втрачені, а тексти частково або повністю збереглися тільки завдяки вірменським перекладам. Перекладна література розвивалася і пізніше.
Остаточне звільнення від арабського ярма і відновлення Вірменського царства 885 року створює передумови для вірменського Відродження. Вірменські царі протегували також розвитку писемної культури. У X—XI століттях в галузі художньої літератури, перш за все, відомий поет Григор Нарекаці, в галузі історіографії — Товма Арцруні, Ованес Драсханакертці, Степанос Таронеці та ін. У цей період жили й творили поет і філософ Григор Магістрос, богослови Хосров Андзеваці, Самуел Камрджадзореці та ін.
В XI столітті вторгнення в країну візантійців, а після і сельджуків не сприяли розвитку літератури. У цей період були створені історичні праці Аристакеса Ластівертці і Акоп Санахнеці. В XI столітті давньовірменська мова починає поступово розвиватися до средньовірменської. Ключове значення для подальшого розвитку багатих традицій вірменської літератури відіграло створення 1080 року Кілікійської вірменської держави. Пізніше значний імпульс розвитку всім галузям культури дало звільнення Східної Вірменії Закарянами наприкінці XII—початку XIII століть. На історичну арену прийшли великі поети Ованес Імастасер, Григор Тга, Нерсес Ламбронаці, Нерсес Шноралі. Останній став найбільшим поетом свого часу, автор ліроепічної поеми «Елегія на взяття Едесси» та інших творів. Художня проза розвивалося у творчості байкарів Мхітара Гоша і Вардана Айгекці. У XIII столітті середньовірменською літературною мовою писали Фрік — основоположник поезії соціального протесту, і Костандін Ерзнкаці — зачинатель любовної лірики у вірменській літературі. Вершини історіографії епохи — Маттеос Урхаєці, Кіракос Гандзакеці, Вардан Аревелці. У поетичній творчості авторів XIII—XVI століть Ованеса Ерзнкаці, Ованеса Тлкуранці, Мкртича Нагаша, Григора Ахтамарці, Нерсеса Мокаці, Наапета Кучака розвиваються життєствердні настрої вірменської літератури епохи, любовна і соціальна лірика. У той же самий період досягає високого розвитку жанр поеми, найзначнішими представниками якого були Григор Церенц, Хачатур Кечареці, Аракел Сюнеці, Аракел Багішеці, Симеон Апаранці та інші.
У XVII—XVIII століттях поезія розвивалася в творчості таких авторів як Багдасар Дпір, Петрос Капанці, Нагаш Ховнатан і поет-ашуг Саят-Нова. Знову відродилася історіографія. Писали історики Аракел Давріжеці, Закарія Канакерці, Григор Даранагеці та ін.

### Нова і сучасна вірменська література
Класицизм стає основним напрямком вірменської літератури другої половини XVIII—початку XIX століть. Його представники писали про історичне минуле Вірменії, а ідея відновлення вірменської державності була їхнім головним політичним ідеалом. Від 1820 років у вірменській літературі починається боротьба між прихильниками використання давньовірменської і нововірменської мови як мови літератури — так званий грапайкар. А. Аламдарян і М. Тагіадян, письменники т. зв. «перехідного періоду», писали про нагальні питання свого часу. Їхньою мовою була ще класична давньовірменська. У своїй творчості поет Г. Алишан продовжує пропагувати ідеї національного пробудження.
Початок нової вірменської літератури і перемогу нововірменської літературної мови ознаменував історичний роман «Рани Вірменії» Х. Абовяна написаний у 1841—1843 роках. Роман описує боротьбу вірменського народу проти іранського ярма в епоху визволення Східної Вірменії, приєднання Вірменії до Росії. Абовян стверджує прогресивний романтизм і реалізм у вірменській літературі. В середині століття писав поет С. Шахазіз. У той самий період у розвитку вірменської громадської думки й літератури велику роль зіграв революційний демократ М. Налбандян. У Західній Вірменії розгорнули свою діяльність ціла плеяда відомих публіцистів. Зі творами М. Бешиґташляна та П. Дуряна пов'язаний початок романтизму в західновірменській літературі. Від 1860-х років створюють свої твори основоположник вірменської реалістичної драматургії Ґ. Сундукян і зачинатель реалістичної драматургії в літературі західних вірмен письменник-сатирик А. Паронян. Протягом 1870—1880 років творив Р. Патканян, виразник прагнення звільнення вірменського народу від турецького ярма. Тоді ж писав свої соціально-побутові романи П. Прошян, в яких відображено соціальне розшарування вірменської села. Розвивається творчість романіста і педагога Г. Агаяна. Головними виразниками ідей національно-визвольної боротьби 1870—1880 років стали романісти Раффі, Церенц, публіцист Г. Арцруні. Значну роль у розвитку вірменської прози зіграв Раффі, автор численних романів, серед яких «Хент», «Щоденник хрестокрада», «Давид-бек», «Самвел» та ін.
До кінця XIX століття провідним напрямком вірменської літератури стає реалізм. Досягає значного розвитку жанр роману. Найзначніші прозаїки часу — Нар-Дос, Мурацан, А. А. Арпіарнян, В. Папазян, Г. Зохраб, О. Ширванзаде, та ін. Ширванзаде у своїй творчості відобразив процес утвердження капіталістичних відносин на Закавказзі. Нар-Дос був майстром психологічного роману. Продовжувачем традиції історичного роману був Мурацан. До кінця XIX—початку XX століття належить багатогранна творчість О. Туманяна, автора численних віршів, поем, легенд, байок, казок і оповідань. Одним з найбільших поетів кінця XIX—першої половини XX століть став А. Ісаакян. На початку століття завдяки творчості В. Тер'яна вірменська поезія ступила на новий щабель розвитку. Тоді ж з'являється нове покоління поетів, серед яких найвідоміші Сіаманто, Д. Варужан, М. Мецаренц і Р. Севак. Перебуваючи під впливом західноєвропейського символізму, всі вони залишилися вірні традиціям класичної вірменської літератури. Жанр сатири розвивали Е. Отян і Арандзар.
Нові зміни в історії літератури були пов'язані з приєднанням незалежної Вірменії до радянської Росії 1920 року. З середини 1910-х років почав свою літературну діяльність видатний поет Єгіше Чаренц. Його творчість, що тривала ще два десятиліття, вплинула на наступні покоління вірменських поетів. Почали свою літературну діяльність Г. Маарі і Н. Зарян. Найвизначнішими представниками різноманітної вірменської прози епохи 1920-1930-х років були А. Бакунц, С. Зор'ян і В. Тотовенц, у нову фазу творчої діяльності вступав Д. Демірчян. До цього періоду належить творчість дитячого письменника А. Хнкояна.
В період німецько-російської війни вірменська література робила акцент на тему патріотизму, створювалася військова література. Демірчян і Зор'ян писали історичні романи. Ще більше розвивалася публіцистика.
У післявоєнні роки В жанрі роману творили Р. Кочар, Г. Севунц, Х. Даштенц, в жанрі повісті — В. Ананян. Головним жанром післявоєнної вірменської літератури стає поезія. Набули популярності такі автори як Г. Емін, С. Капутікян, О. Шираз, В. Давтян, П. Севак, С. Ханзадян, А. Сагіян, Г. Ованісян, А. Сагінян та інші, які продовжили свою плідну творчу діяльність ще кілька десятиліть. З 1950—1960 років на літературну арену прийшло нове покоління письменників — Г. Матевосян, В. Петросян, Р. Давоян, А. Айвазян та ін.

## Мова і писемність
|                                                                                  |  |
| Велика літераа Ք (k῾). Рукопис XIII століття. Фрагмент манускрипту XIII століття |  |

Вірменська як самостійна мова існує з VI століття до н. е., належить до індоєвропейської мовної сім'ї, серед яких виділяється в окрему групу і є однією з давньописемних. Найбільше споріднена з грецькою мовою, разом з низкою нині вимерлих мов — фригійською, фракійськими, дакійською і пеонійською об'єднується в палеобалканську мовну сім'ю. Ще до початку нашої ери, як відомо з повідомлення автора I століття Страбона, все населення Вірменії розмовляло однією мовою — вірменською.
Від 406 року використовується оригінальний вірменський алфавіт, який протягом понад тисячу шестисот років існує майже без змін. Давньовірменська літературна мова отримала свою обробку головним чином завдяки вірменському духовенству, серед них, наприклад, Єзнік Кохбаці (374/380—450), який вважається одним з основоположників давньовірменської літературної мови. Ще в середньовіччі національна мова була важливим і усвідомленим елементом вірменської ідентичності. Є повідомлення VII століття про роль мови у збереженні вірменської ідентичності навіть за межами історичної батьківщини. У Високому середньовіччі середньовірменська мова була державною мовою Кілікійського царства. На сьогоднішній день існує два основних літературних варіанти плюрицентричної вірменської мови: західний (переважно використовується в діаспорі) і східний. Вірменська мова є офіційною мовою Вірменії а також невизнаної Нагірно-Карабахської Республіки.
Письмовий період історії вірменської мови поділяється на три основних етапи:
1. Давньовірменська (грабар) — V—XI століття
2. Середньовірменська — XI—XVII століття
3. Нововірменська (ашхарабар)— з XVII століття

Наприкінці V століття започатковано наукове вивчення вірменської мови, коли у вірмен з'явилися перші самостійні лінгвістичні праці. У V—IX століттях граматичні праці створювали Мамбре Верцанох, Єзнік Кохбаці, Давид Граматик, Степанос Сюнеці, Грігор-Амам та ін. Якщо з кінця VII століття з'являються перші словники з алфавітним розташуванням слів, то вже з кінця X століття вірменська лексикографія переживає бурхливий розквіт. До початку XI століття належить граматична праця Григора Магістроса, що включає компіляцію ідей всіх попередніх вірменських грамматиків. Важливою подією стає перша орфографічна реформа. У другій половині XII століття Арістакес Гріч пише орфографічний словник вірменської мови. Серед найбільших дослідників вірменської мови епохи XIII—XIV століть — Геворг Скевраці, автор кількох праць, рекомендації якої, з невеликими змінами, використовуються дотепер. У цей же період жили видатні вірменські граматики Ованес Ерзнкаці, Єсаї Нчеці і Ованес Крнеці. У XVII столітті вірменській мові присвячували свої граматичні праці й словники Франческо Рівола, Клемент Галанус, Симеон Джугаєці, Ованес Олов, Воскан Єреванці, Єремія Мегреці та ін. Вже на рубежі XVII—XVIII століть вірменські мислителі працюють на підступах до порівняльно-історичного мовознавства. До XVIII століття відносяться дослідження Багдасара Дпіра, Йогана Шредера, Мхітара Себастаці та ін.
Найдавніший зразок вірменського лапідарного письма — напис, викарбуваний на храмі в Текорі, найпізніше 490 року. Найраніші фрагментарні манускрипти на пергаменті відносять до V—VI століть. Найраніший збережений чітко датований рукопис вірменською — «Євангеліє цариці Млке», створене 862 року. Раніше нього відносять «Євангеліє Вехамор», яке зазвичай датують VII—VIII століттями (точна дата написання невідома) і ймовірно є найдавнішим збереженим повноцінним вірменським рукописом. Найдавніший вірменський рукопис на папері припадає на 981 рік.
Збереглися понад 30 000 середньовічних вірменських рукописів, що складають надзвичайно значну культурну спадщину у світовому порівнянні. Друкарство вірменською мовою виникло 1512 року.

## Музика
| |  |  |
| Музикант із середньовічного рукопису. Вірменські невми, рукопис XII століття. Група музикантів, рукопис XVI—XVII століть |  |  |

У III ст. до н. е. вже було сформовано якісну своєрідність вірменської музики. У працях давньовірменських авторів збереглися окремі зразки ще дохристиянської вірменської музичної творчості. Вона, перш за все, пов'язана з гусанами, які в епоху еллінізму спочатку служили в храмі давньовірменського бога Гісане. Вірменська християнська музика поряд з арамейською, єврейською, каппадокійською, лежить в основі загальнохристиянської музичної культури, і має велике значення для вивчення, як музична культура країни, що першою прийняла християнство як державну релігію.
Від початку IV століття бере початок історія християнської музики Вірменії. Від кінця того ж століття у вищих школах країни введено навчання музики. У V столітті формувалася вірменська гімнографія — творчість шараканів. У тому ж столітті було систематизовано гласи. Після появи оригінальної писемності, вже від V ст. є також відомості про вірменський музичний інструментарій. У VII столітті Барсег Тчон склав перший збірник шараканів — «Чонинтір шаракноц». У ранньосередньовічній Вірменії розроблено теорію акустики. Значний внесок у розвиток вірменської музики зробили такі музиканти і теоретики ранньосередньовічної Вірменії як Давид Керакан, Давид Анахт, Комітас Ахцеці та ін, у працях яких розглядалися питання естетики і теорії музики — вчення про звук тощо. На рубежі VIII—IX століть формувалася вірменська система музичної нотації — хази, створення яких пов'язують з ім'ям Степаноса Сюнеці. Ще до цього вірмени використовували букви алфавіту для фіксації музики.
Наступний значний період в історії розвитку вірменської музики припадає на X—XIII століття. У X столітті з'являються таги — порівняно об'ємні монодії духовного і світського змісту. В епоху Високого середньовіччя вдосконалюється вірменський нотний запис. У своїх творах різні музично-естетичні питання розглядають автори X—XIII століть Ананія Нарекаці («Про знання голосів»), Ованес Імастасер і Ованес Ерзнкаці Плуз. З цього періоду збереглися селянські пісні різних жанрів — любовні, трудові, пісні про природу, побутові і т. д. Тоді ж завершилося формування «манрусума» — вчення про гласи і хази, удосконалювався нотопис.
Від середини XVI століття починає складатися мистецтво вірменських ашугів, серед його перших представників Нагаш Ховнатан, Багдасар Дпір і Саят-Нова. Ще на початку XVII століття Хачгруз Кафаєці уклав перший збірник вірменських народних пісень.
У 1813—1815 А. Лимонджян створив і ввів у практику новий вірменський нотопис. За його допомогою Н. Ташчян записав 3 томи творів середньовічної духовної музики. Друга половина XIX століття — час виникнення нової композиторської школи. Тоді створюються музичні ансамблі європейського типу, засновуються професійні музичні трупи, тощо. 1857 року з'являється вірменська музична періодика у вигляді журналу «Кнар аревелян» («Східна ліра»). 1861 року Григор Сінанян організовує симфонічний оркестр — Оркестр Сінаняна. У творах таких композиторів як Г. Еранян, Н. Ташчян, Г. Корганов, та ін застосовується європейська техніка композиції. 1868 року Тигран Чухаджян створює оперу «Аршак II» — першу вірменську національну оперу і першу оперу в музичній історії всього Сходу. Йому ж належать перші камерні, симфонічні й фортепіанні твори вірменської музики. З 1880-х років у вірменській класичній музиці починається новий рух зі збирання і обробки давніх народних пісень професійними композиторами, найвизначнішим серед яких був Комітас. Його творчість відіграла важливу роль в історії розвитку вірменської музики. Важливими були також хорові обробки Х. Кара-Мурзи і М. Єкмаляна а також обробки народних танців Н. Тиграняна.
Найвизначніші вірменські ашуги кінця XIX—початку XX століття — Джівані, Ширін, Шерам, Авасі.
На початку XX століття творчу діяльність починають Олександр Спендіаров і Армен Тигранян. Спендіаров зробив значний внесок у розвиток вірменської симфонічної музики. Тигранян 1912 року завершує оперу «Ануш». Того самого року Азат Манукян створює першу вірменську дитячу оперу «Кінець зла». В жанрі романсу творив Р. Мелікян. Серед найвизначніших вірменських композиторів початку XX століття — Г. Сюні, А. Маїлян, А. Тер-Гевондян та інші. Після встановлення радянської влади у Вірменії важливою подією стає заснування національної консерваторії 1921 року. 1924 року створено симфонічний оркестр Вірменії, 1933 року — оперний театр, 1934 — Вірменську філармонію. Однією з історичних подій цього періоду історії вірменської музики стає завершення опери «Алмаст» А. Спендіаровим 1928 року. В 1920—1930 роках поставлено відразу кілька опер вірменських композиторів. Найвідомішими вірменськими композиторами XX століття були Арам Хачатурян, Олександр Арутюнян, Едвард Мірзоян, Едгар Оганесян, Арно Бабаджанян, Авет Тертерян, Тигран Манусрян та ін.

#### Вірменські музичні інструменти
Вірменія багата народними музичними інструментами. Одним з найдавніших вірменських народних інструментів є дудук. У давньовірменських джерелах збереглися згадки про музичні інструменти. Наприклад, Фавстос Бузанд у V столітті згадує про інструменталістів, що грають на барабанах, срингах, кнарах і трубах; історик початку X століття Ованес Драсханакертці згадує про струнний інструмент з плектром. Відомості в галузі інструментальної музики та вірменського музичного інструментарію мізерні, проте до нас дійшов опис деяких музичних інструментів, а також їх найменування. Так, до числа духової групи належали: сринг — тип флейти, ехджерапох — ріг, пох — труба мідна; до ударної групи належали: тмбук — барабан; до струнної групи: бамбірн — інструмент з плектром, пандир, кнар — тип ліри, джнар — різновид кнара, він — різновид кнара. Музику вірменського дудука визнано шедевром Всесвітньої нематеріальної культурної спадщини ЮНЕСКО.

## Театр

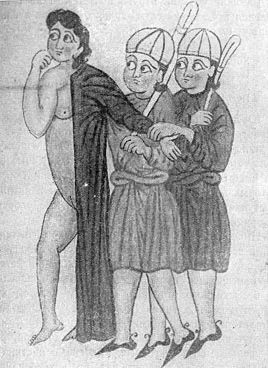
Акторка вірменського театру гусанів-мімосів. Середньовічна мініатюра

Театр Вірменії — поряд з грецьким та римським, один з найдавніших у світі театрів європейського типу. Давньовірменський театр існував від 69 до н. е. в столиці Великої Вірменії Тигранакерті, де було побудовано будинок амфітеатру, руїни якого збереглися донині. Найраніші письмові відомості про вірменський театр знаходимо у Плутарха. Повідомляється, що син Тиграна II Великого Артавазд II (56-34 до н. е.) створив у північній столиці Вірменії Арташаті театр елліністичного типу. Давньогрецький автор також передає, що сам Артавазд писав трагедії грецькою мовою. У давньовірменському театрі був розвинений також жанр пантоміми, відомою акторкою якого була Назенік, яка жила у II столітті н. е.. У II—III ст. вірменські актори-трагіки — дзайнарку-гусани і вохбергу-гусани — виконували п'єси, як грецькі, так і вірменські. Відомо, що в IV столітті вистави давалися при дворі вірменського царя Аршака II.
Після прийняття християнства на початку IV століття державною релігією, попри пов'язану з цим протидію церкви, продовжували даватися театральні вистави. Збереглися документальні відомості про вірменський театр раннього і пізнього середньовіччя. Так, наприклад, відомі промови вірменського автора кінця V століття Йоана Мандакуні спрямовані проти театру, з яких ми дізнаємося про існування спеціальних театральних будівеліь з окремими верхніми місцями для жінок. Про існування театрального мистецтва у Вірменії повідомляють також автори VI—VII століть. У пізньому середньовіччі — в X—XV століттях — театральні вистави були поширені у Васпуракані, Анійському царстві, Кілікії. На рельєфах церкви в Ахтамарі початку X століття зображені маски різних жанрових проявів театру епохи. Найраніші збережені драматургічні твори, це драматична поема Ованеса Ерзнкаці (XIII ст.) і «Адамова книга» Аракела Сюнеці (XIV—XV ст.). Про ставлення церкви до театру дізнаємося з праць авторів епохи, коли Маттеос Джугаєці (XIV—XV ст.) закликав «не ходити до гусанів, вони говорять про вчинки Гайка і виховують дух непокори». З часів середньовіччя збереглася трагедія «Мучеництво святої Ріпсіме» (пролог, епілог і інтермедії польською мовою), поставлена 1668 року у вірменській школі Львова.
Перші вірменські аматорські вистави Нового часу відносяться до 1810—1820 років. 1836 року Г. Шермазанян у Тифлісі заснував театр «Шермазанян дарбас» — перше театральне приміщення на Кавказі. Протягом 1846—1866 років діяв професійний театр «Арамян татрон» під керівництвом О. Гаспаряна, де зберігалися традиції давньовірменського театру. 1856 року заснував театр М. Бешиґташлян. Вже 1857 року видано театральний журнал «Музи Арарату». Важливою подією стає заснування 1861 року професійного театру «Аревелян татрон» («Східний театр») А. Вардовяном в Константинополі. Через два роки професійний вірменський театр заснував у Тифлісі Р. Чмшкян. 1865 року показано перші театральні вистави в Єревані. Протягом 1860—1870 років вірменські театри були засновані в різних містах Закавказзя і Росії — в Єревані, Шуші, Александрополі, Гянджі, Баку тощо.
Видатна роль у розвитку вірменського театру кінця XIX століття належить визначному трагіку П. Адамяну. Серед провідних акторів і акторок XIX—початку XX століття — М. Амрикян, К. Арамян, С. Чмшкян, Вардуї, Г. Тер-Давтян, С. Матінян, Сірануйш, Астхік, Р. Азнів, М. Мнакян, О. Абелян та інші. Великі вірменські драматурги XIX—початку XX століття — Ґ. Сундукян, А. Паронян, О. Ширванзаде та ін.

## Цирк

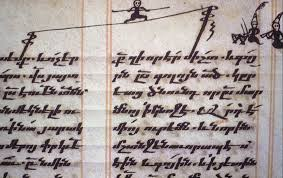
Ходіння по канату, рукопис 1688 року

Циркове мистецтво було найпопулярнішою формою театрального мистецтва вірменського середньовіччя, і жанр називався татр або театрон. Найраніша згадка в письмових джерелах сягає V століття і належить Єзніку Кохбаці. Останній пише про те, що багато хто виховують ведмежат і навчають їх танцям і звичкам людей. 1248 року Жан де Жуанвіль по дорозі в Єрусалим зустрів фокусників-акробатів з Вірменії.

## Образотворче мистецтво

### Фресковий живопис
Окремі фрагменти фрескового живопису відносяться ще до елліністичного періоду і виявлені в столиці древньої Вірменії Арташаті. Для подальшого розвитку всієї вірменської культури ключовою історичною подією стає прийняття християнства як державної релігії в перші роки IV століття. З IV століття бере початок історія середньовічного вірменського мистецтва. Найраніші збережені фрагменти вірменського фрескового живопису відносять до V—VII століть (Єреруйк, Касаська базиліка, Лмбатаванк, Аручаванк). У Татевському монастирі початку X століття, збереглося зображення частини сцени Страшного суду, яка за композицією близька до західно-європейських пам'яток. Найпримітніші розписи в Ахтамарі першої чверті X ст., про створення яких повідомляють історичні джерела. Розписи XII—XIV століть збереглися в Бахтагекі, Ані, Ахпаті, Дадіванку, а також у вірмено-халкідонських монастирях Ахтала і Тиграна Оненца.

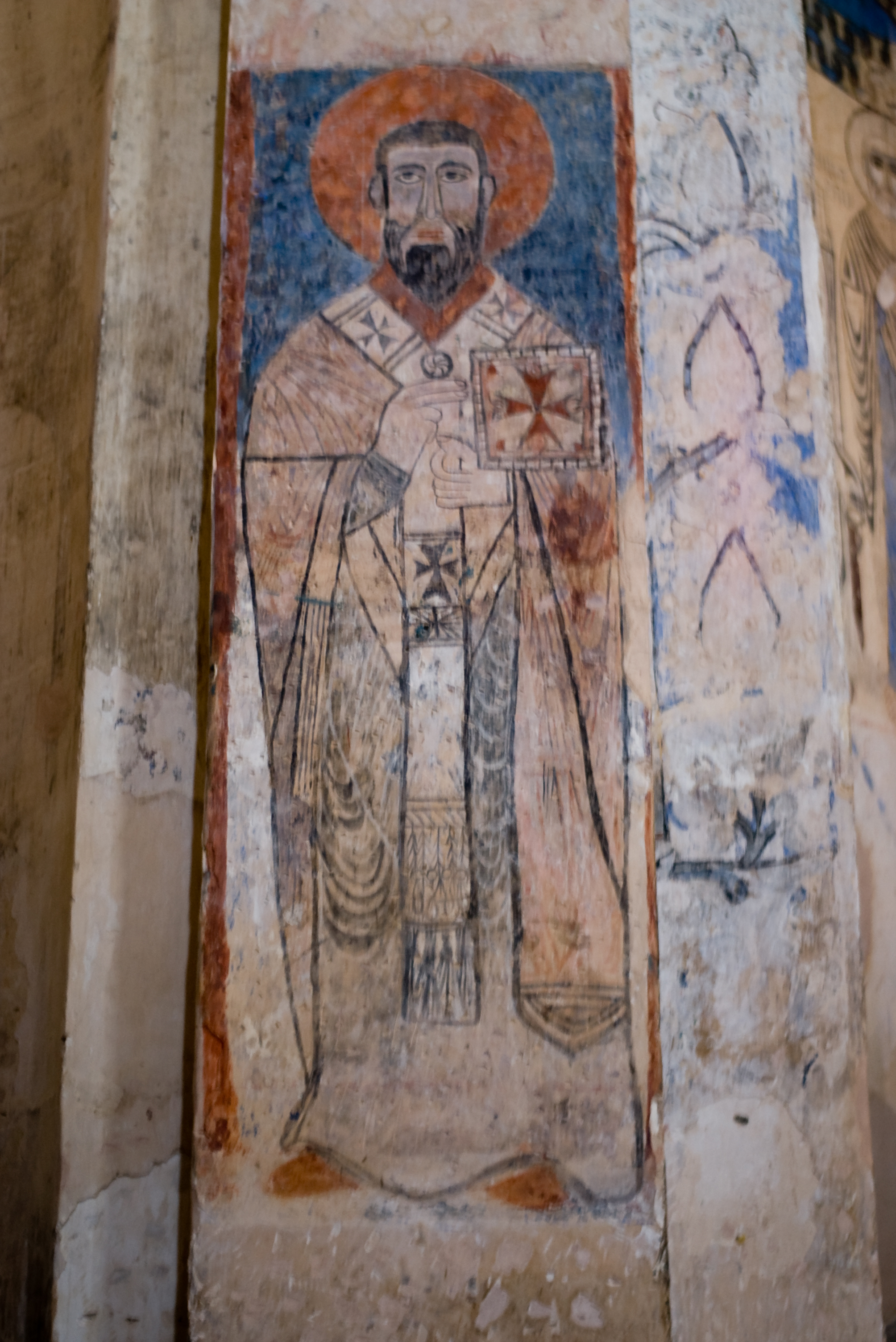
Фрески церкви Святого Хреста в Ахтамарі, 915-921 рр.
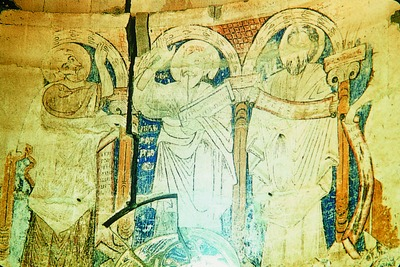
Фрески на монастирі Татев, 930 рік
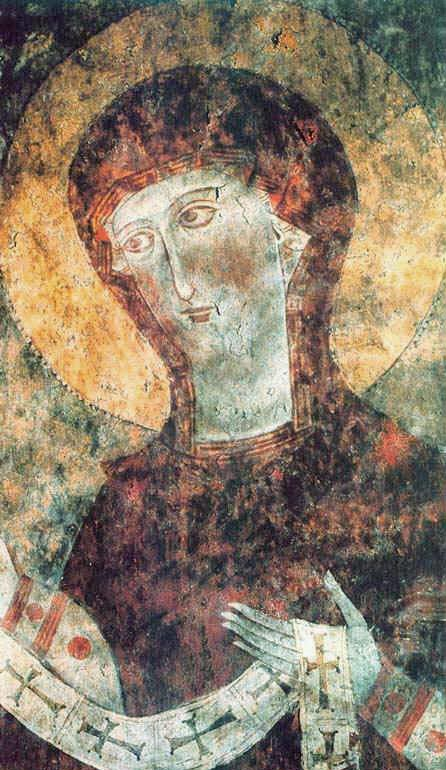
Фреска з Дадіванка, початок XIII століття

### Мініатюрний живопис

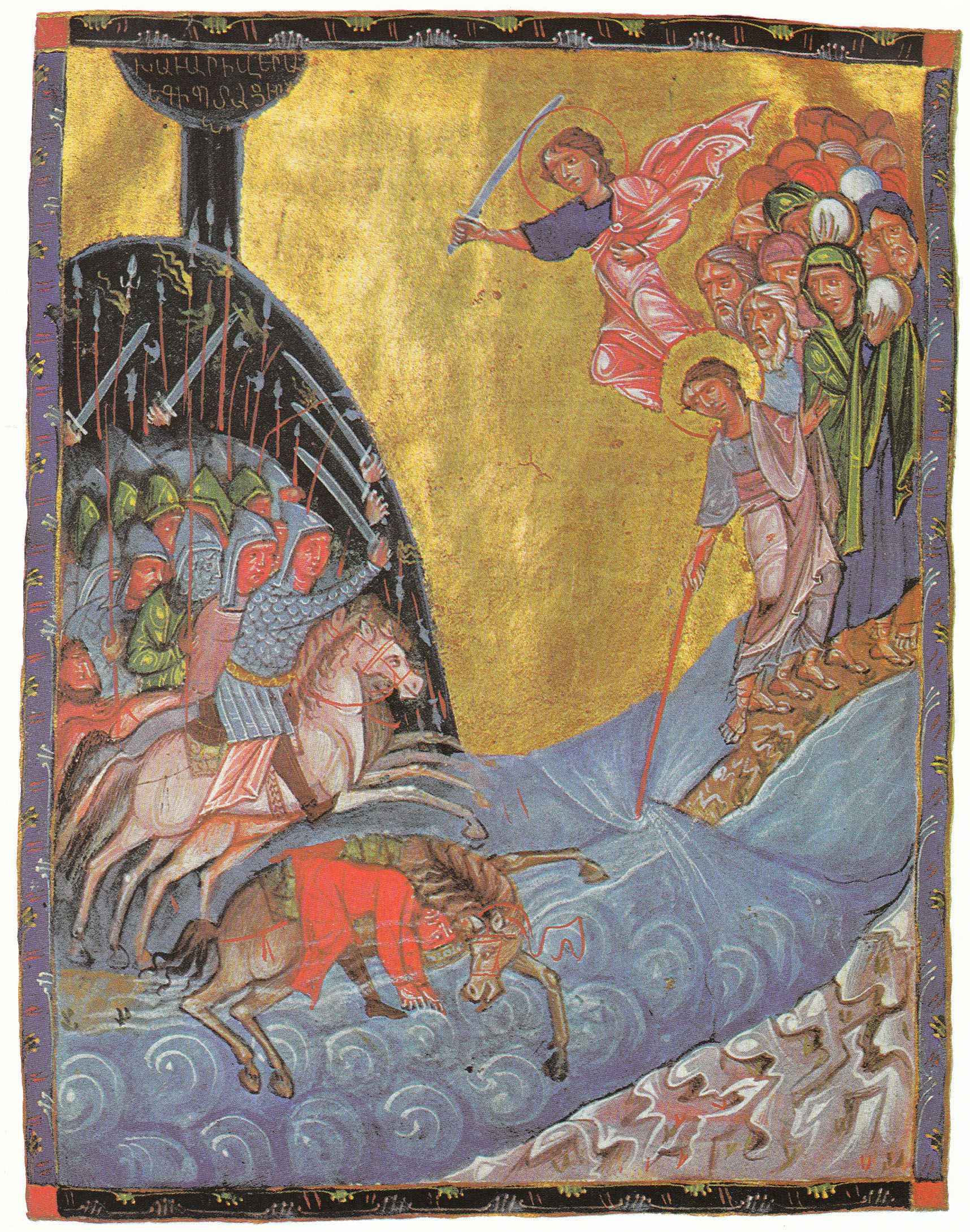
Мініатюра Тороса Росліна, 1266 рік

Найраніші пам'ятки вірменської мініатюри відносяться до VI—VII століть. Зі збережених близько 30 тис. вірменських середньовічних рукописів, близько 10 тис. є ілюстрованими, з яких 5-7 тис. — повноцінними мініатюрами. Вже в IX—X століттях у вірменській мініатюрі простежуються 2 основних напрями: перший зумовлений замовленнями феодальної знаті, цій групі характерні парадність і мальовничість, розвинений орнамент, а також велика кількість золота — серед них Євангеліє цариці Млке (862), Ечміадзинське Євангеліє (989), Євангеліє Мугні (XI ст.). Друга група пов'язана з демократичними верствами, відрізняється графічністю, лаконізмом, наближеністю до народного мистецтва, а також виразністю облич і рухів образів — Євангелія 986, 1018 і 1038 років. Вірменська мініатюра має кілька основних груп та етапів розвитку: до XI століть; школи Великої і Малої Вірменії XI—XII століть; Кілікійської Вірменії XII—XIV століть; школи Бардзр-Айка, Ані, Арцаха, Гладзора, Татева, Васпуракана від XIII століття; після XIII століття також у вірменських колоніях. Надзвичайно різноманітна мініатюра XIII—XIV століть, періоду, коли розвинулися низка локальних шкіл. Серед них особливо значна кілікійська школа, що розвивалася в Кілікійській вірменській державі. Виникла ще в XII столітті, вона переживає розквіт у 2-й половині XIII століття, найзначніші її представники — Григор Млічеці і Торос Рослін. Ця школа відрізняється різноманіттям сюжетів. Її характерні риси — психологічна виразність персонажів, висока майстерність композиції групових сцен, віртуозний орнамент і точний малюнок. У той самий час високого розвитку досягає мініатюра в Східній Вірменії — школи Татева, Гладзора. Ці школи представлені в роботах відомих майстрів Моміка, Тороса Таронаці, Авака (Гладзор), Григора Татеваці, Григора (Татев). Васпураканська школа більше представляє демократичну лінію, її особливість — переважання лінійно-графічних зображень. Серед відомих майстрів — Рстакес, Дзерун та ін. Одна з найдавніших збережених ілюстрованих Біблій — Біблія з Ерзнка 1269 року, школи мініатюри Високої Вірменії. Останній значний мініатюрист — Акоп Джугаєці (XVI—XVII століття). Вважається, що його твори віщували початок нового, світського шляху розвитку вірменського мистецтва.

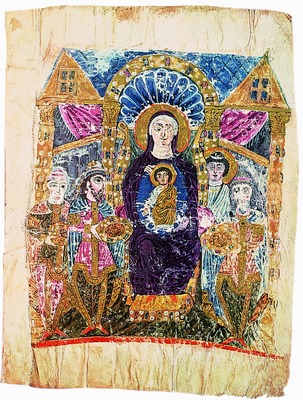
Поклоніння волхвів. Мініатюра з «Ечміадзинського Євангелія». VI—VII століття
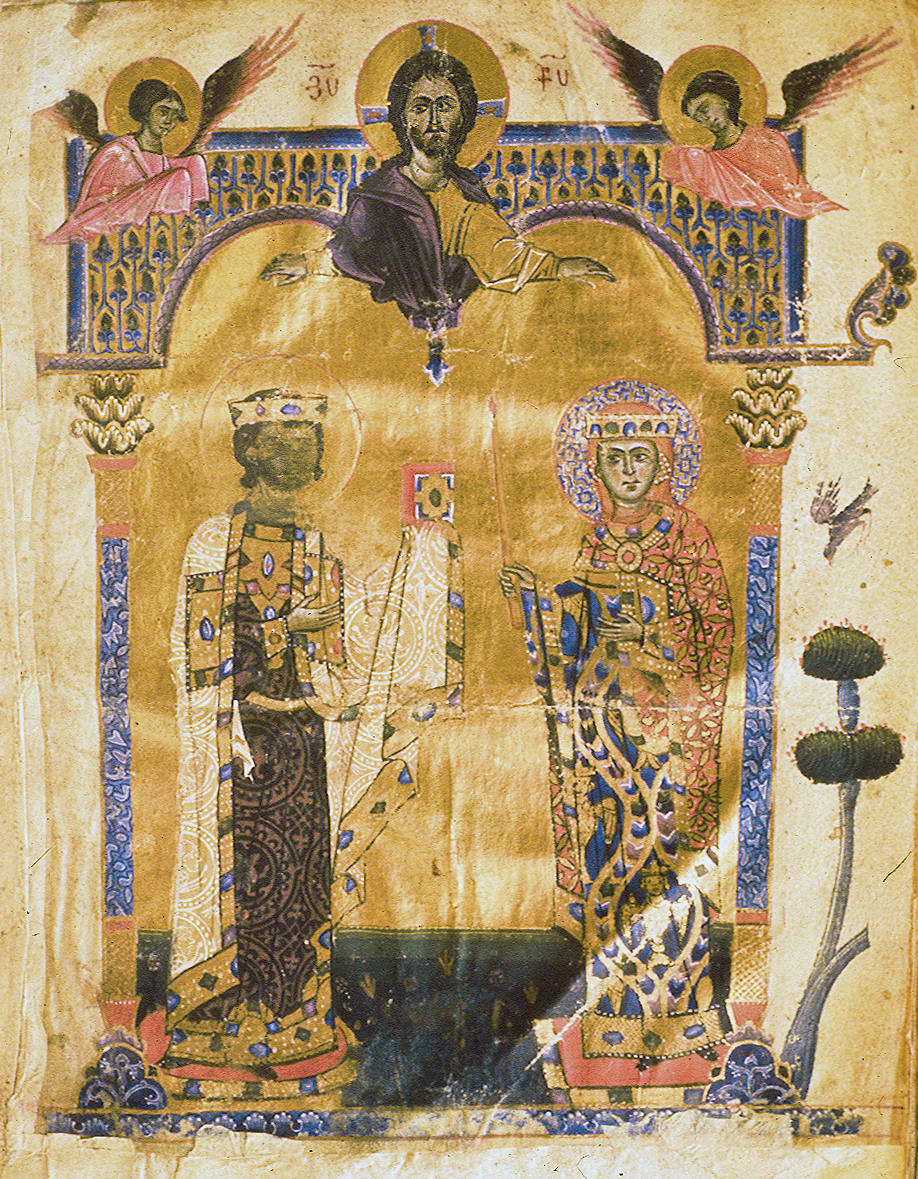
Мініатюра Тороса Росліна, 1262 рік
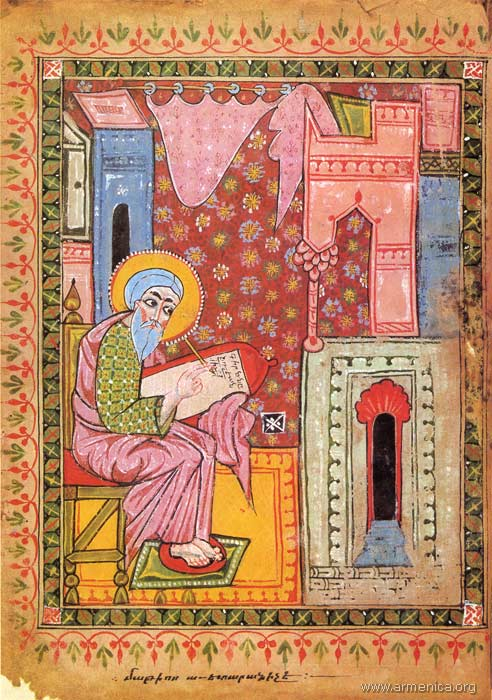
Євангеліє XIV століття, мініатюрист Григор
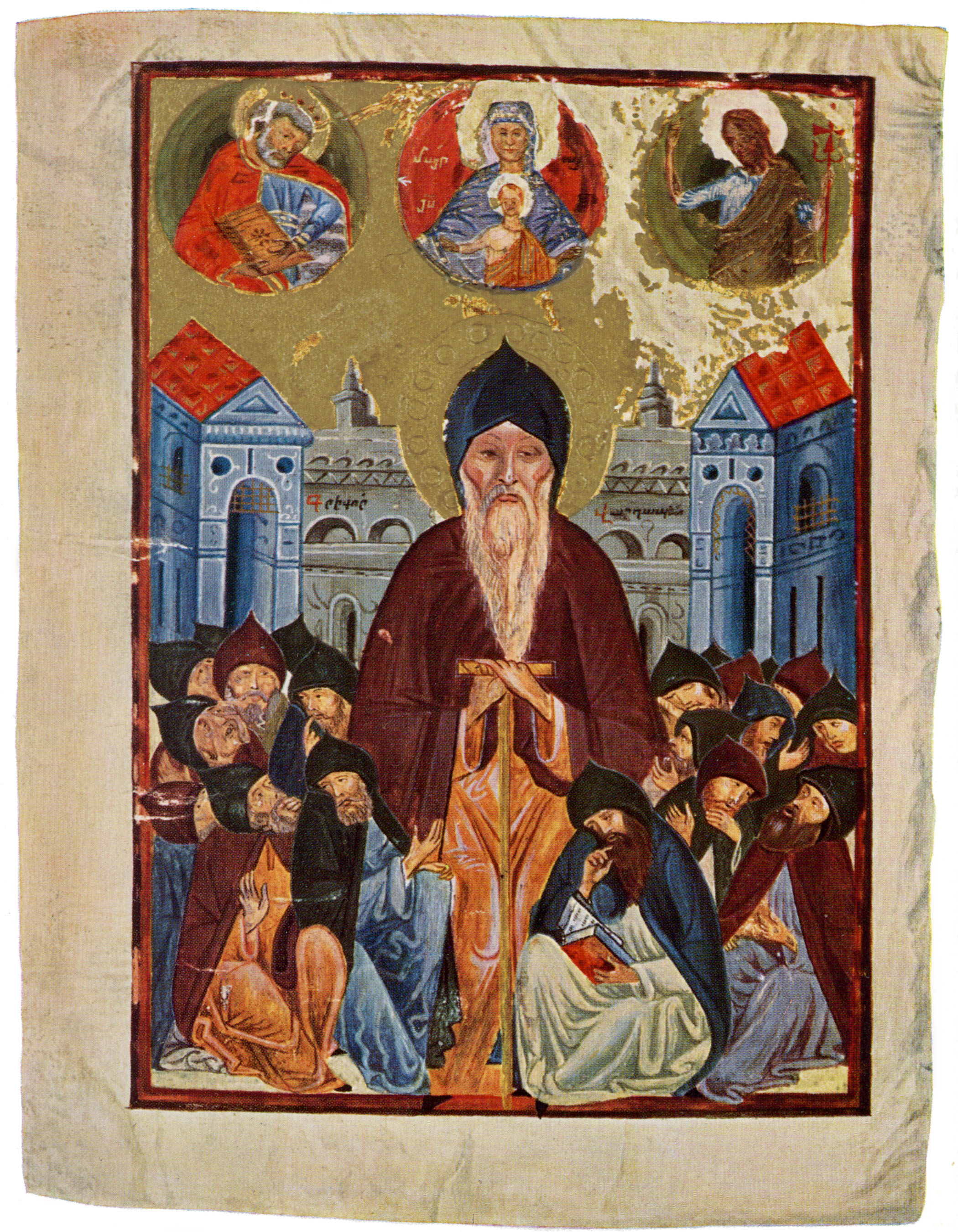
Портрет Григора Татеваці, 1449 рік
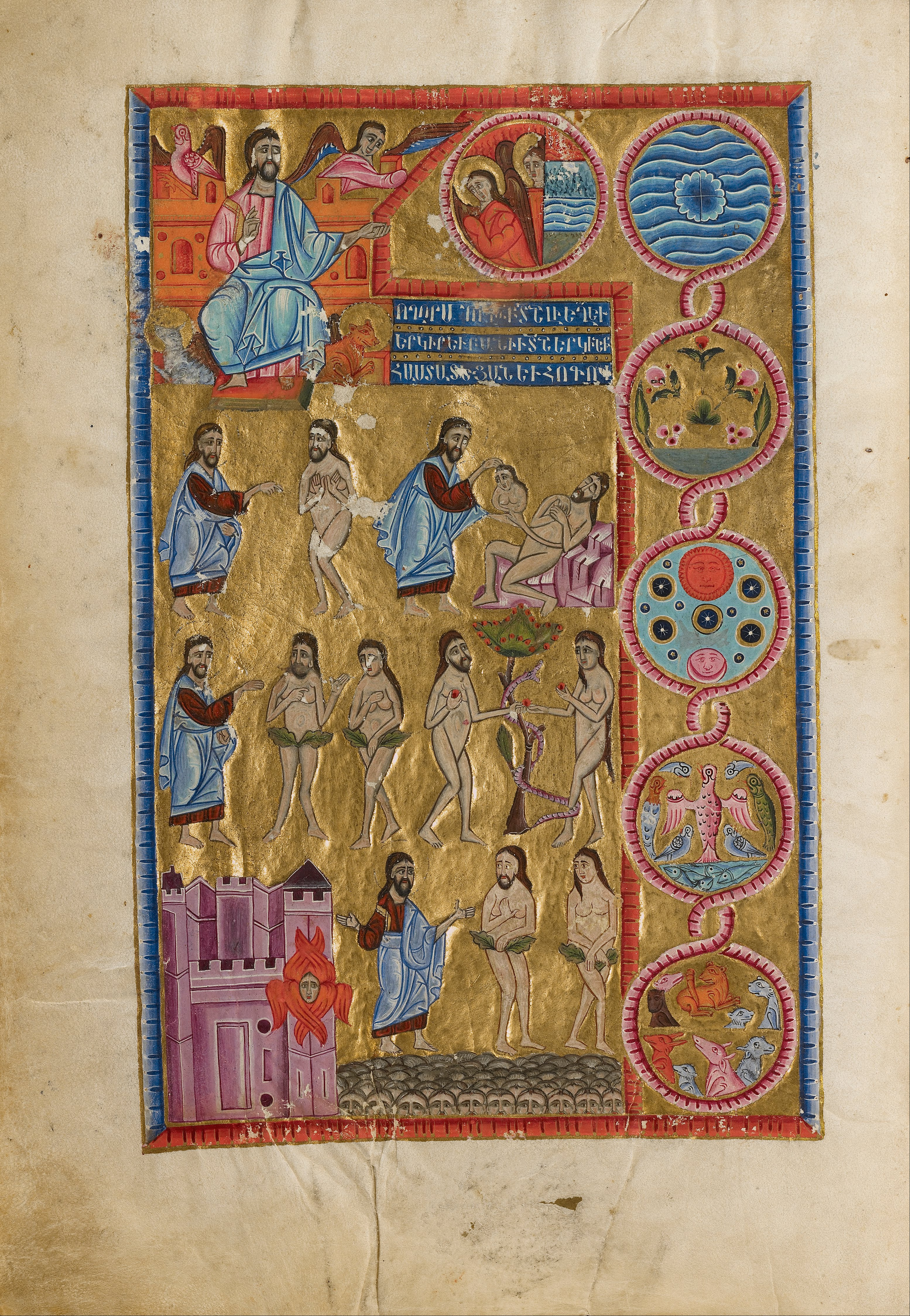
Створення світу. Мініатюрист Малназар, 1637-1638 роки

### Станковий живопис

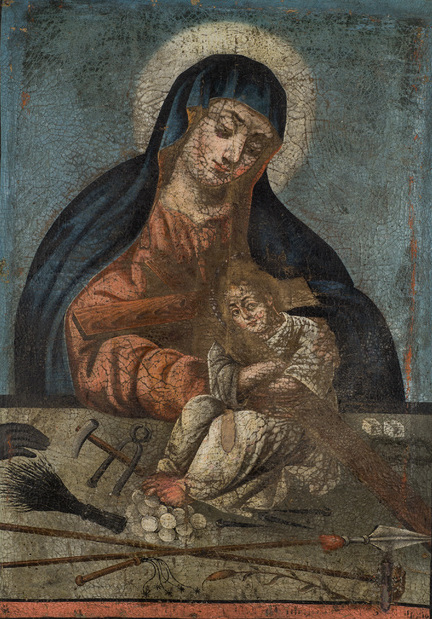
Невідомий художник. Богородиця з немовлям (Севанская Богородиця), полотно, олія. XVII століття

Вірменський мініатюрний живопис розвивався аж до XIX століття.
Від XVII—XVIII століть середньовічні художні стилі та підходи поступаються місцем новим реалістичним методам художнього вираження. Разом з мініатюрою і мистецтвом фрески розвиваються нові види художнього мистецтва — станковий живопис, портретний живопис, тематичні твори і реалістичний пейзаж. Риси реалізму все виразніше проявляються в роботах художників сім'ї Ховнатаньян виконаних для Ечміадзинського собору. Найраніші з них — три сюжетних фрагменти, належать Нагашу Ховнатану. З наступних розписів слід виділити роботи його сина Арутюна Ховнатаньяна. У XVIII столітті жив один з найвизначніших представників цієї родини Ховнатан Ховнатаньян, пензлю якого належать численні зображення діячів вірменської церкви.
В історії розвитку образотворчого мистецтва Вірменії наріжне значення мало приєднання Східної Вірменії до Росії на початку XIX століття. Через відсутність сприятливих політичних і економічних умов у самій Вірменії, вірменські художники працювали більше в Тифлісі, а також у Москві, Петербурзі та інших містах Європи, що сприяло збагаченню їх творчості різноманітними художніми впливами. Свою творчість вони присвячували життю вірменського народу, Вірменії та його природі. У вірменському живописі періоду до 70-рр. XIX століття домінує портретний жанр. Збереглися твори Хакоба Ховнатаньяна і Степаноса Нерсісяна — вихованця академічної школи. З ім'ям останнього пов'язують також початок розвитку побутового жанру у вірменському образотворчому мистецтві. У першій половині XIX століття починає розвиватися вірменська станкова графіка.

Від 1880-х років з'являється нова плеяда професійних художників, що повністю присвятили себе національній тематиці. З цього періоду працювали А. Шамшинян і В. Суренянц. Перший — у жанрі реалістичної побутової картини, другий — в історичному та історико-побутовому. У 1890-ті роки у вірменському живопису як самостійний жанр формується пейзаж, започаткований Г. Башинджагяном. На рубежі XIX—XX століть працювали Є. Татевосян (сюжетні картини, пейзажі), С. Агаджанян (портрети), Ф. Терлемезян, З. Закарян (натюрморт), Е. Магтесян, В. Махохян (пейзаж) та ін. На початку XX століття творчу діяльність починає М. Сар'ян. Графіка розвивається у творчості А. Фетфаджяна і В. Ходжабекяна. У цей період сформувалась вірменська професійна скульптура — А. Тер-Марукян (автор першого пам'ятника у Вірменії — статуї Х. Абовяна, 1913), А. Гюрджян. Вже в 1916 році в Тифлісі зусиллями вірменських художників засновується «Союз вірменських художників».

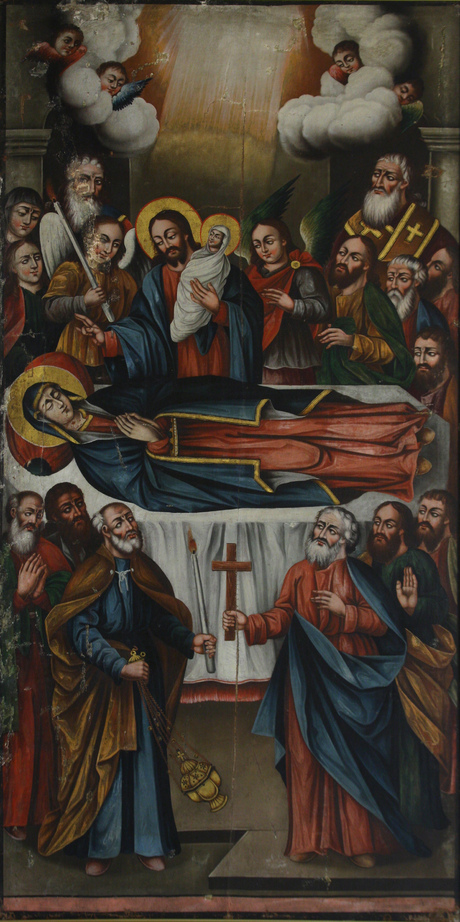
Ховнатан Ховнатаньян, «Успіння Богородиці», XVIII століття
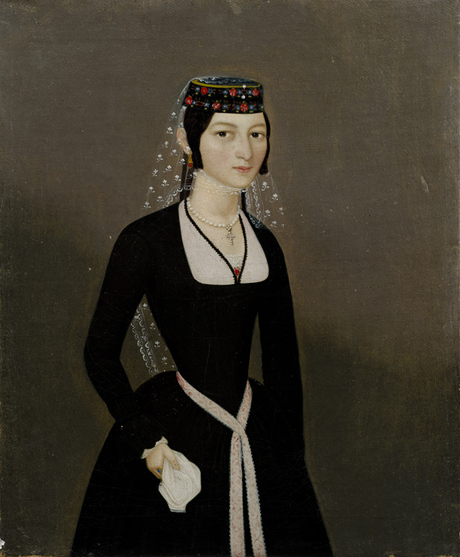
Хакоб Ховнатаньян, «Портрет Наталі Туманян», 1830-1840-рр.
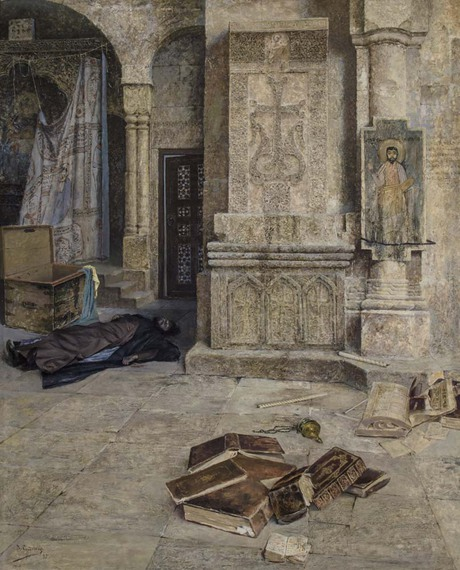
В. Суренянц, «Попранная святиня» 1895
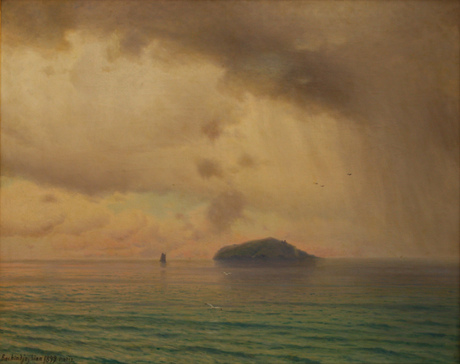
Г. Башинджагян, «Озеро Севан у дощовий день», 1899
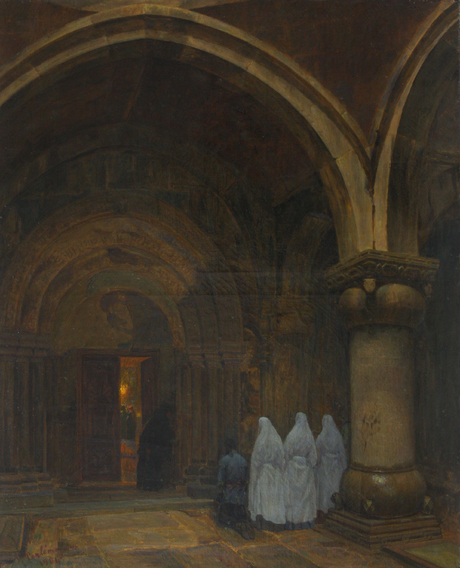
Ф. Терлемезян, «Ґавіт Санаїнського монастиря», 1904

### Скульптура

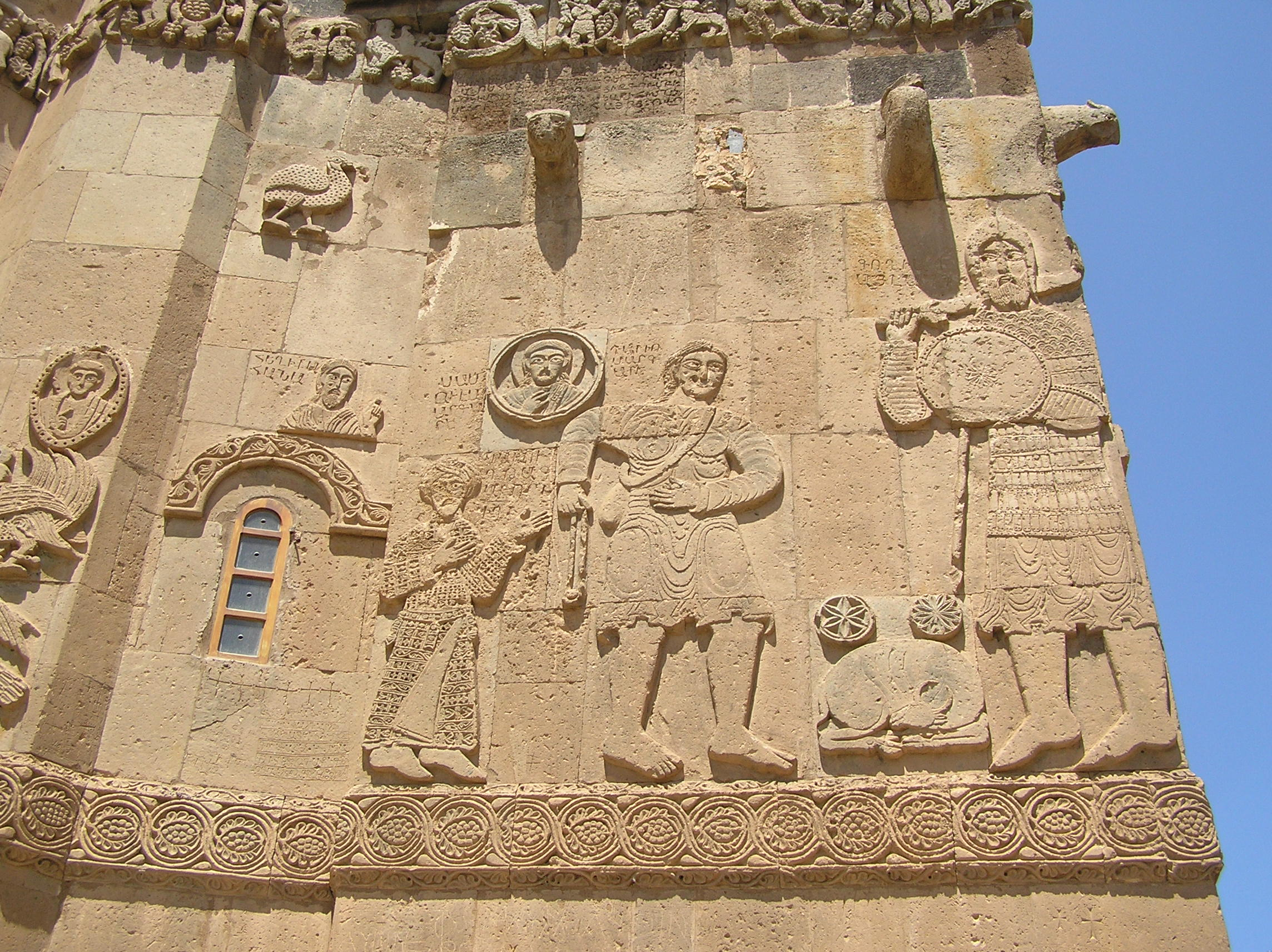
Рельєфи на стінах церкви Св. Хреста в Ахтамарі, 915—921 роки

Найраніші зразки середньовічного вірменського скульптурного мистецтва — стели IV—V століть у мавзолеї вірменських Аршакідів у Ахцку, що датовані 364 роком, 2 рельєфи кінця IV ст. в Ечміадзинському соборі тощо. Різьблений декор збагачується з кінця VI століття. До VII століття належать такі пам'ятки, як Мрен, Птгні. Багатим скульптурним орнаментом вирізняється храм Звартноц середини VII століття, що вплинув на будівлі, споруджені по всьому Закавказзі в наступні століття. У Мрені і Птгні наявні також сюжетні фігурні рельєфи. До VI—VII століть належать рельєфи церков в Одзуні (історія хрещення царя Трдата III тощо), Мастарі, Пемзашені тощо. На фасаді храму кінця VII ст. у Сісавані є барельєфні вставки з зображеннями ктиторів. На стелах VII ст. у церквах Таліні, Аричі, Гарнаовіті розміщено ілюстрації до історії навернення вірмен у християнство св. Григорієм Просвітителем, а також інші біблійні сцени. Створюються горельєфні зображення ктиторів, нерідко з моделлю храму в руках, у пам'ятках X століття в Ахтамарі, Санаїні, Ахпаті. До шедеврів вірменського скульптурного мистецтва раннього середньовіччя належать рельєфи храму в Ахтамарі — фриз із зображеннями сцен збирання винограду, а також фігури людей, звірів, птахів, біблійні сюжети тощо. У столиці Вірменії Ані в церкві Гагікашен, завершеній 1001 року, стояла 2-метрова статуя Гагіка I з моделлю церкви. З великою майстерністю виконані скульптурні декори церков XIII—XIV століть Ґегард, Нор-Тік, Нораванк, Гандзасар тощо. Скульптурне оздоблення останнього вирізняється особливим багатством. У пам'ятках цього періоду — в Агарцині, Гегарді, Арічаванку і деяких інших також представлені ктиторські композиції. Відомі зразки геральдики давньовірменської шляхти, найвідоміший з яких перебуває в усипальниці Прошянів. Видатний скульптор XIV століття — Момік, представник художньої школи Вайоц-Дзора. Від IX століття з'являються хачкари — стели з різьбленим зображенням хреста в орнаментальному обрамленні. Спочатку більш монументальні, з XI—XII століть вкриті витонченим мереживним різьбленням.

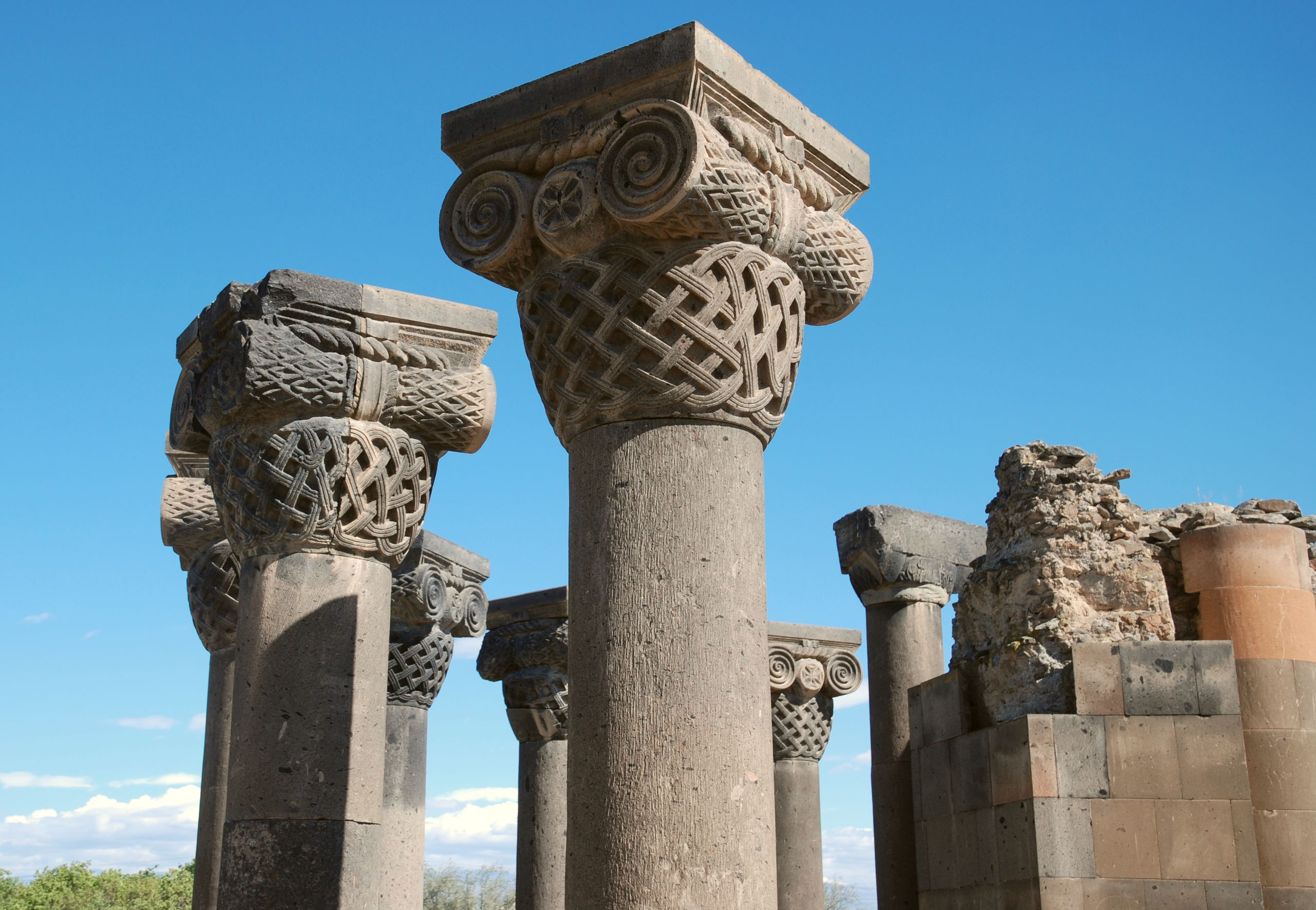
Собор Звартноц, середина VII століття
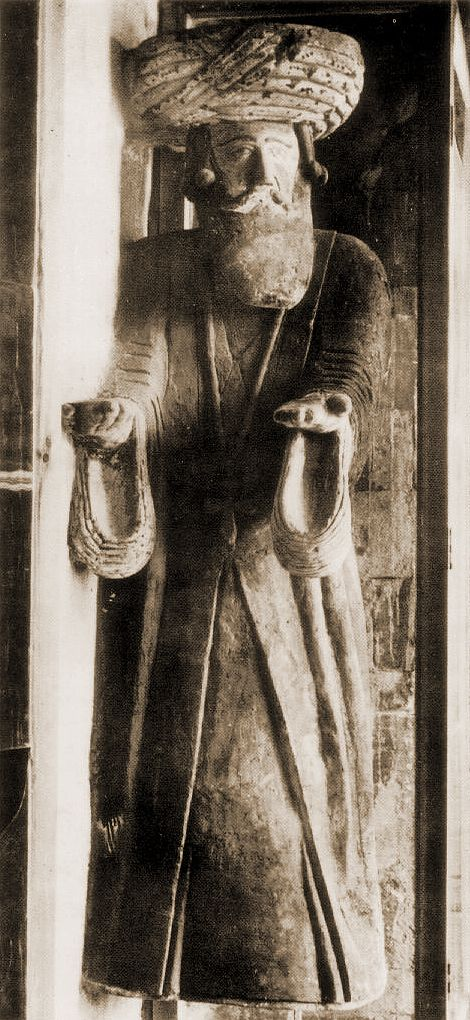
Двометрова статуя[4] царя Вірменії Гагіка I, 1001-1010 роки, Ані
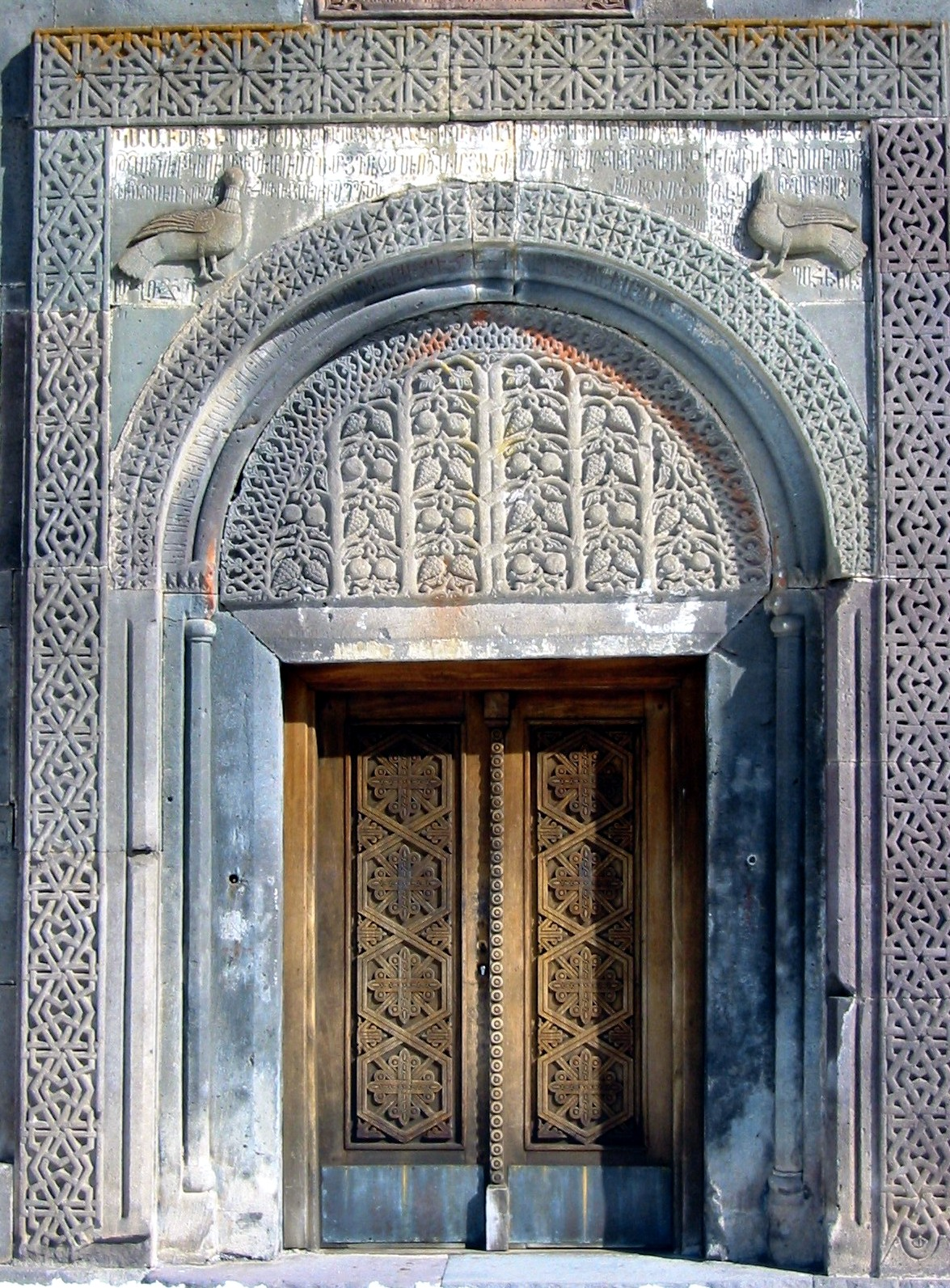
Ґегард, ворота в церкві Катогіке, 1215 рік
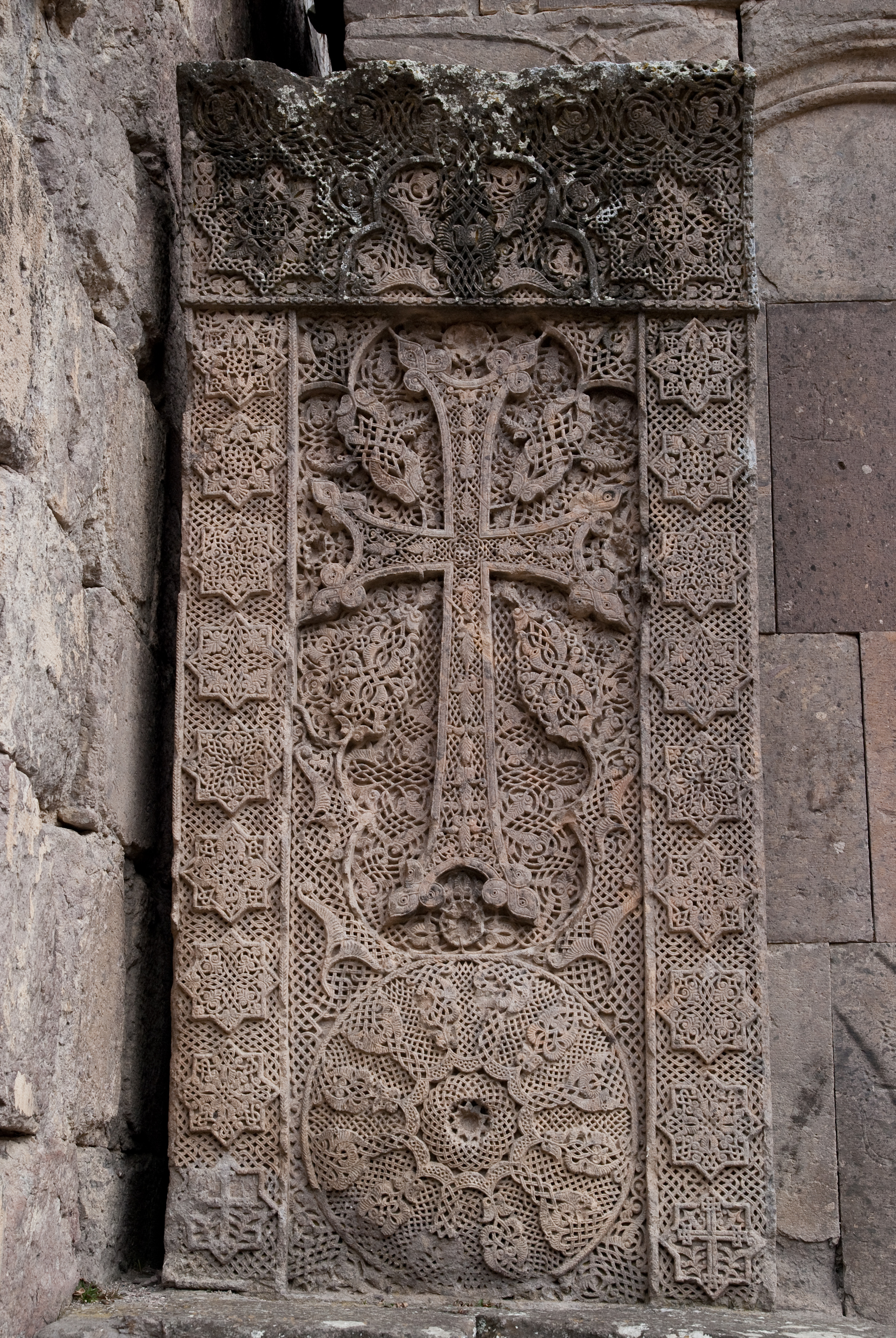
Хачкар майстра Погоса в Гошаванку, 1291 рік
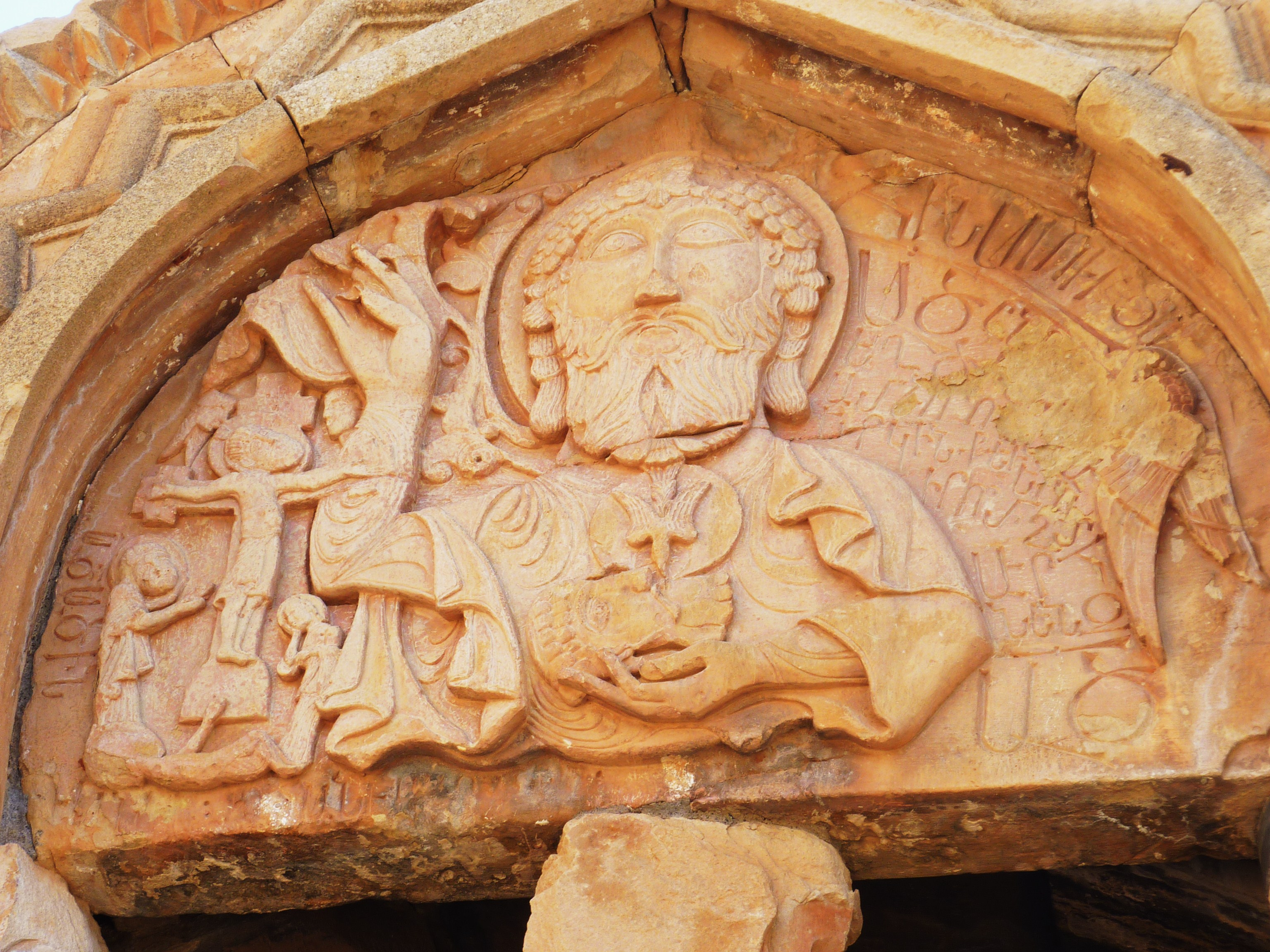
Нораванк, скульптор Момік, початок XIV століття

### Декоративно-ужиткове мистецтво
Різноманітне ужиткове мистецтво стародавньої та середньовічної Вірменії. Воно представлене різноманітну кераміку, а також неполивним з рельєфним і заглибленим орнаментом, поливним з гравіруванням і розписом, фаянсовим посудом з розписом. Від періоду еллінізму, нерідко за підтримки правителів давньовірменської держави, збереглися такі предмети, як срібні карбовані чаші, ритони, фрагменти скульптури (голова богині Анаїт, мармурова статуя Афродіти в Арташаті тощо). Дуже примітні збережені фрагменти мозаїк у храмі Ґарні 70-х років н. е. Основними центрами керамічного мистецтва XII—XIII століть були Ані і Двін. Найдавніші збережені вишивки відносяться до XIV століття. Серед художніх виробів з металу особливо примітні оклад Євангелія кілікійської роботи 1255 року, карбовані срібні позолочені скла́дні, 1293, 1300 і 1687 тощо. Зі зразків різьблення по дереву — двері з Муша 1134 року та двері з церкви Аракелоц на озері Севан 1486 року.
Середньовічні вірменські храми прикрашали мозаїками (фрагмент мозаїк Двінського католикосату V—VI ст., мозаїки в соборах Ечміадзина і Звартноца, мозаїки, виконані місцевими майстрами у вірменських монастирях Єрусалима), скульптурою і фресками.
Ужиткове мистецтво було широко розвинене у всіх вірменських державних утвореннях, а також у вірменських колоніях, заснованих у різних країнах. Так, срібні та бронзові вироби з Вірменії і Кілікії (кінець XII—XIII ст.) знайдено під час розкопок у Херсонесі, Приазов'ї, Сахнівці, Києві, Прикам'ї. Їх поява обумовлена розквітом чорноморської торгівлі на початку XIII століття і інтенсивним розвитком міст Вірменії, пов'язаних з Трапезунтом. Активну участь у торгівлі брали вірмени, колонії яких з'явилися в Криму, Києві, Волзькій Булгарії. Про тісні контакти переселенців з батьківщиною свідчать знахідки тканин, аналогічних анійським, у похованнях на території вірменських колоній. Таким самим шляхом на Приполярний Урал потрапила вірменська шабля з ім'ям майстра Хачатура. Багате вірменське купецтво Кілікії зносилося з корінною Вірменією та арабськими країнами, Західною Європою і Причорномор'ям (комплекс кілікійських речей з Бердянська). Однак у Кілікійській Вірменії, на відміну від інших вірменських держав, твори срібних справ майстрів XII століття не вціліли, оскільки в середині XIII ст. все старе срібне начиння переплавили на злитки для карбування монет. Оклади Євангелій з монастирських майстерень Ромкла відносяться тільки до середини XIII ст. Того ж часу кухлик і глечик з Бердянська, ці знахідки цікаві тому, що від кілікійської металопластики XIII—XIV ст. переважно дійшли предмети літургійного вжитку: оклади книг і складні-релікварії у формі триптиха. Для карбування в Кілікійській Вірменії було характерне використання вірменських написів, мотиву багатолопатевої арки з кілевидним завершенням і точкового тла орнаменту.
Розвивалося декоративно-ужиткове мистецтво Вірменії і в ті часи, коли остання була завойована, так в державі Сельджуків ювелірами були головним чином вірмени. Відомо, що султан замовив весільні подарунки в Анталії, де свого часу переважали християни — вірмени і греки.

Значний внесок вірмени зробили в розвиток керамічного мистецтва Османської імперії. До кінця XV століття основний центр керамічної промисловості вірмен перемістився на захід, у місто Кютаг'я, де вірменська громада почала швидко збільшуватися (до 1512 року тут було вже 3 вірменські церкви). У XVI—XVII століттях Кютаг'я стає одним з двох основних (поряд з Ізніком) центрів керамічної промисловості Османської імперії, причому аж до розпаду імперії на початку XX століття керамічні вироби з цього міста виготовлялися майже суто вірменами.

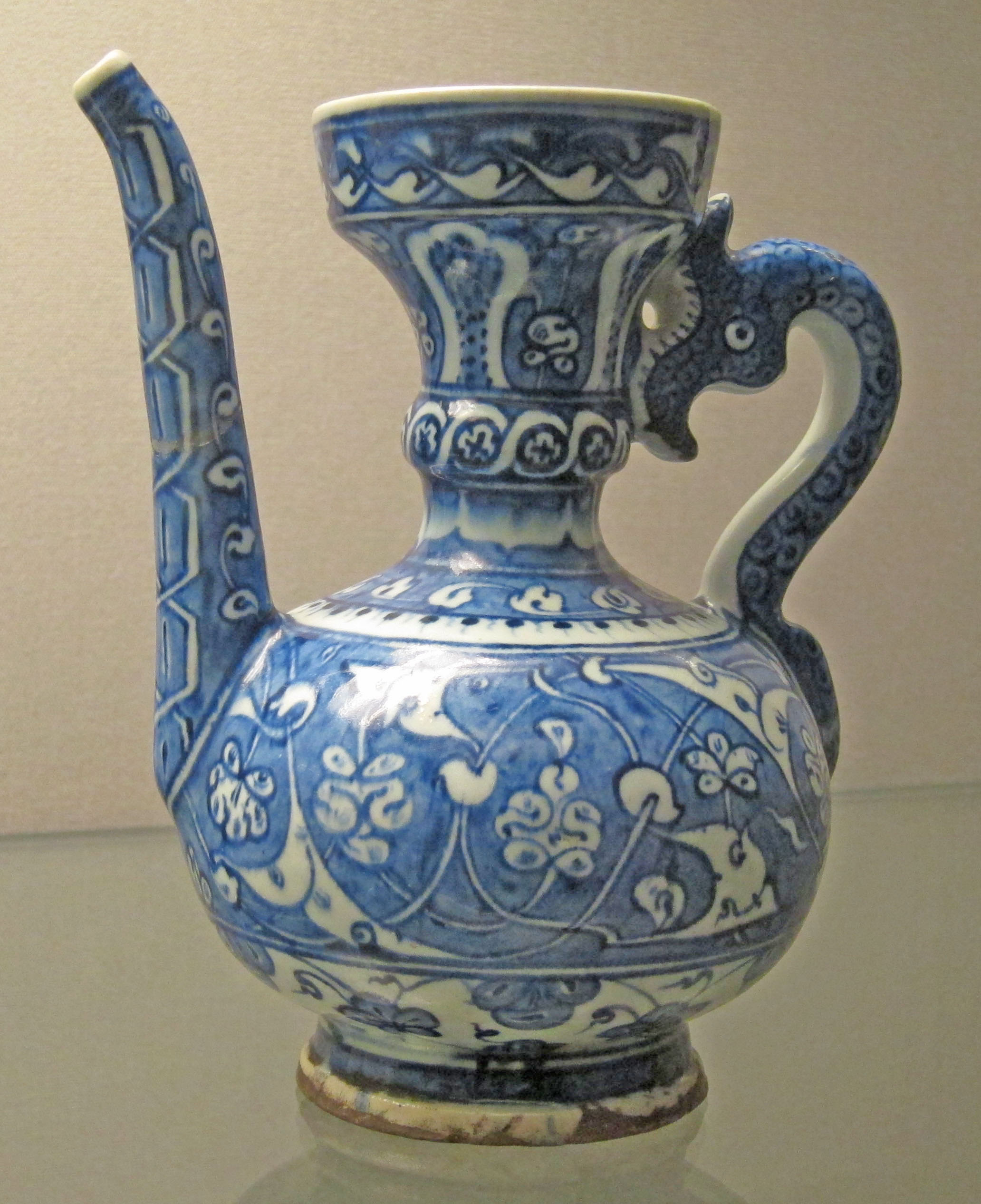
Літургійний глечик з вірменськими написами. Майстер Абраам, 1510.
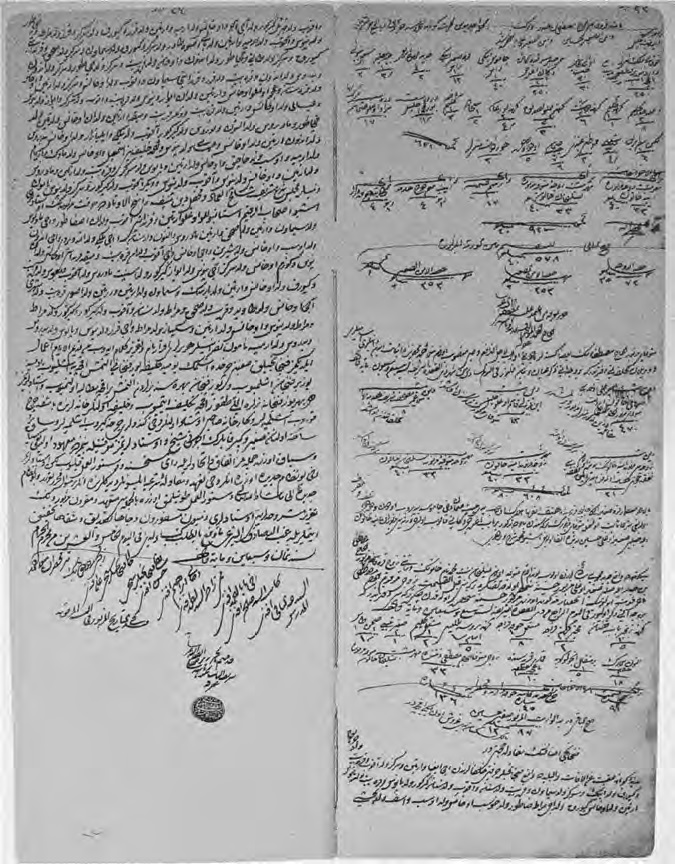
Судовий протокол 1764 року, що перераховує вірменських гончарів Кутаг'ї.

Наприкінці XIX — початку XX ст. на Північному Кавказі набули особливого поширення філігранні жіночі прикраси вірменських майстрів.

### Килимарство

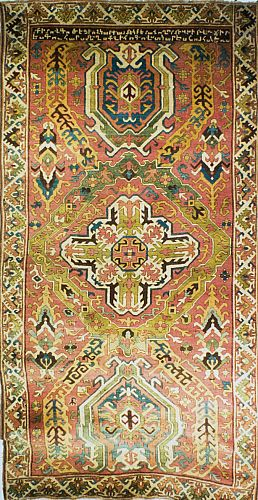
Карабаський килим «Гоар» з тканим написом вірменською мовою, 1700 рік

Вірменські килими є одним з найдавніших видів народного декоративно-ужиткового мистецтва і невіддільною частиною побуту Вірменії. Збереглися численні прямі історичні повідомлення про вірменські середньовічні килими у вірменських, арабських, перських, візантійських та інших авторів, серед яких Істахрі, Ібн-Хаукаль, Гардізі, Аль-Мукаддасі, Ібн Фадлан, Марко Поло та багато інших. Як зазначає авторитетна «Британська енциклопедія» у VIII—XIV століттях, коли килимарство почало розвиватися на Близькому Сході, Вірменія була «одним з найбільш продуктивних регіонів». В числі дарів арабського халіфа в VII столітті з Вірменії було вивезено також килими. Вірменські торговці поширювали килими на базарах і ринках різних країн, вірменські килими користувалися величезною популярністю на Сході. Вони прикрашали палаци різних держав і апартаменти правителів. Є прямі повідомлення про поширеність вірменських килимів навіть у країні волзьких булгар вже в першій чверті X століття. З ранньосередньовічних вірменських килимів до наших днів збереглися лише невеликі фрагменти, виявлені в палітурках вірменських манускриптів під час реставрації. Найраніший датований килим належить до 1202 року.
Вірменські торговці активно експортували килими в різні країни Сходу і Заходу, притому в багатьох цих країнах вже існували вірменські колонії. Так, наприклад чеський вчений XVII століття Іржі Давид у своїй роботі «Сучасний стан Великої Росії, або Московії» відзначав, що серед іншого товару, що завозиться вірменами для торгівлі в Росію, були також килими, шовк. Історик XVII століття Аракела Давріжеці свідчить, що під час візиту шаха Аббаса до вірменського торгово-ремісничого міста Джуга поблизу Нахічевані «від берега річки до палацу ходжі Хачика дорога була встелена килимами, дорогоцінною, прекрасною парчею».
Вірменські килими є в роботах флорентійських і венеційських художників XIV і XV століть, часто зустрічаються, наприклад, на полотнах Джотто, Караваджо, Рубенса, Рембрандта та інших художників. Відомий австрійський мистецтвознавець А. Рігль зазначає, що «специфічний колір вірменських килимів, які були завезені спочатку в Італію, а згодом і в Голландію, впливав на колір всього європейського живопису».
Вірменське килимарство переживає новий підйом у другій половині XIX століття. Тоді ж починається вивчення і збирання вірменських килимів. Килими тчуться в багатьох областях та містах як Східної так і Західної Вірменії.
Вірменське килимарство має свої численні технологічні особливості. У ньому використовується полуторний і подвійний вузол, але, найбільше останній, відомий навіть у деяких областях Ірану назвою «армані баф». Вірменські килими містять величезну кількість ритуальних, образних та ідейних символів.

## Книговидавництво і преса
Вірменська мова стала першою мовою друкарства серед мов пострадянського регіону, а також багатьох мов Азії. Вірменська став 18-ю мовою світу, якою книги були надруковані гутенбергівським способом. Вперше він був застосований вже в епоху інкунабули 1475 року в книзі Йоганна Шильтбергера. Першу друковану книгу вірменською мовою «Урбатагірк» видав 1512 року у Венеції Акоп Мегапарт, який заснував там друкарню. У XVI столітті книги вірменською мовою видавали Абгар Тохатеці, Султаншах, Ованес Терзнці, Ованес Гопузенц. Протягом перших ста років існування вірменського книгодрукування видано 32 найменування книг, 19 з яких вірменськими книгодрукарями суто вірменською мовою. З виникнення вірменського книгодрукування до 1800 року було видано більше ніж 1154 найменувань вірменських книжок (серед мов пострадянського регіону — другий, після російськомовних видань, показник чисельності).
Після Венеції вірменські друкарні були створені 1567 року в Константинополі, потім відкрилися вірменські друкарні також у Римі (1584), Львові (1616), Мілані (1621) Парижі (1633), Ліворно (1643), Амстердамі (1660), Марселі (1673), Лейпцигу (1680), Падуї (1690), Лондоні (1736), Санкт-Петербурзі (1781), та інших містах. Вірменські книгодрукарі XVII—XVIII століть — Говганес Караматанянц, Хачатур Кесараці, Ованес Джугаєці, Матеос Цареці, Воскан Єреванці, Матеос Ванандеці, Григор Халдарянц, Погосов Арапян та ін.
У XIX столітті вірменські друкарні відкрилися в Москві (1820), Шуші (1828), Нью-Йорку (1857), Єревані (1876), Бостоні (1899) тощо. В цілому, до 1920 року, у всьому світі діяло понад 460 друкарень, що друкували книги, журнали і газети вірменською мово.
Перше періодичне видання — журнал «Аздарар» — видавалася протягом 1794—1796 років в Індії. У XVIII столітті у Венеції побачило світ ще одне вірменське періодичне видання — журнал «Тарегрутюн» (хроніка).

## Освіта

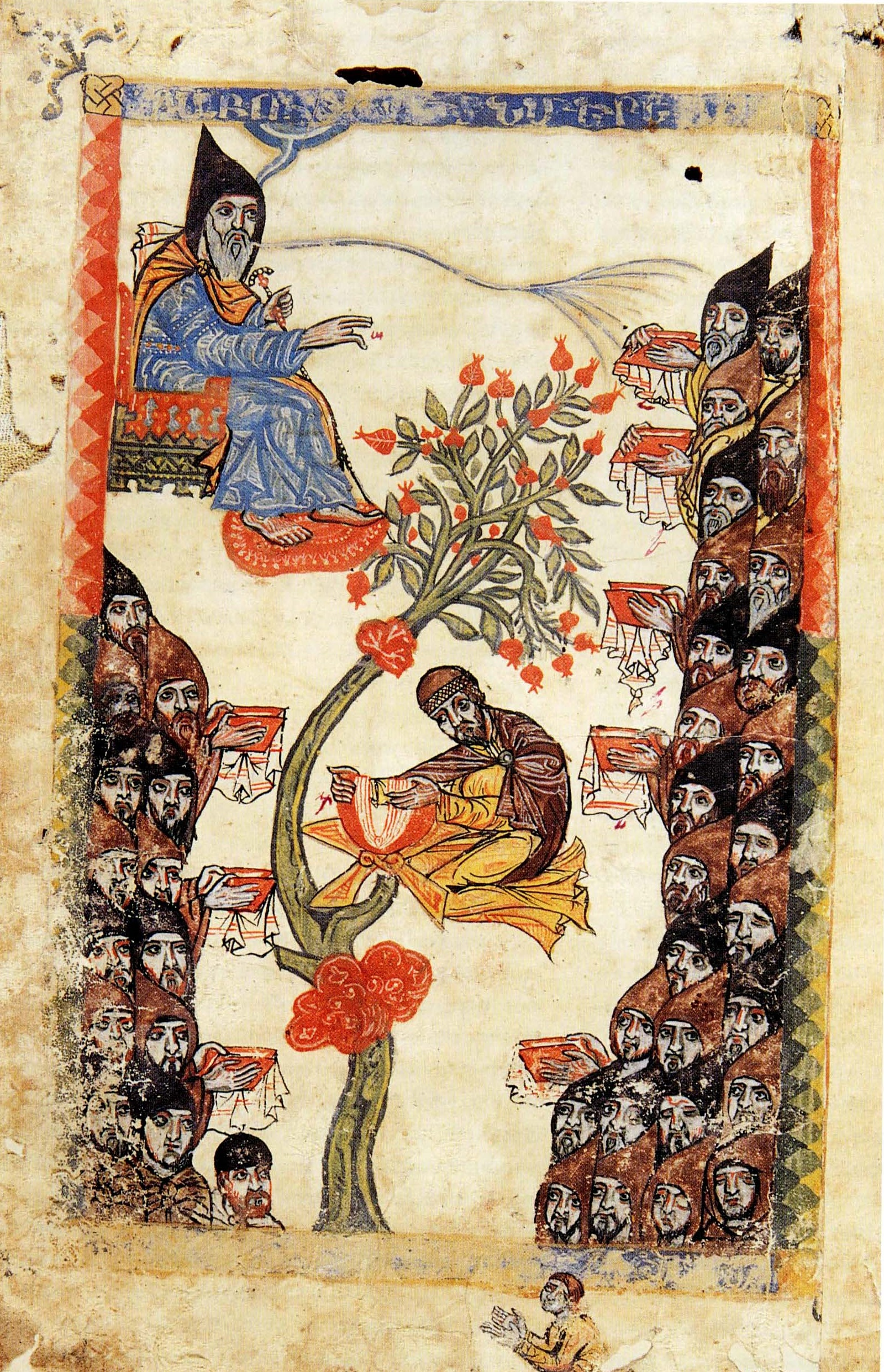
Гладзорський університет, Єсаї Нчеці під час навчання, 1299 рік

Ще в IV столітті у Вірменії було створено школи, де викладання велося грецькою і сирійською мовами. Такі школи були засновані царем Тиридатом III, а потім і католикосом Нерсесом Великим. Вже 365 року у рішенні Аштишатського собору наведено деякі норми, що стосуються відносин між вчителем і учнем.
Освіта у Вірменії особливо розвивається після заснування вірменської писемності, коли в школах вводиться викладання рідною мовою. Після створення в 406 році вірменського алфавіту в тодішній столиці Вірменського царства Аршакідів Вагаршапаті було засновано вищу школу, більш відому як Вагаршапатська семінарія. В кінці століття тут була своя бібліотека, згідно з історичними даними сюди, для отримання освіти, приходили з різних сторін Вірменії. У V столітті вищу школу засновано в Сюніку. Розташована в гаварі Сотк, від VIII століття вона значно розвинулася під керівництвом Матусахи Сюнеці. Від VI століття відома вища школа в гаварі Аршарунік. В одному з пунктів рішення Двінського церковного собору 649 року дається особлива вказівка єпископам і вищому духівництву повсюдно стежити за розвитком освітньої справи. У VII столітті Ананія Ширакаці написав підручник з арифметики «Питання і розв'язки», який нині вважається однією з найдавніших, що дійшли до нас, праць з арифметики. Ширакаці намагається дати науково-педагогічне обґрунтування початку шкільного навчання з 7 років.
Галузь освіти у Вірменії залишається сильною і в наступну епоху. У період Вірменського царства Багратидів центрами освіти були школи в Санаїні, Ахпаті, Капуткарі, Хладзорі, Шираку, Камурджадзорі, де займалися філософією, граматикою та іншими науками. На рубежі XI—XII століть Ованесом Імастасером заснував вищу школу в Ані. 1184 року в своєму «Судебнику» Мхітар Гош призначив безкоштовну освіту для сиріт і бідних дітей. У Високому середньовіччі в Сюніку діяли Гладзорський (1282—1338) і Татевський (1373—1435) університети. Відомо, що після закінчення Гладзора його учні писали дисертації. У XII—XIII століттях діяли навчальні центри в Хоранашаті, Хор Вірапі, Аричі, Агарцині, пізніше — в XIV—XV століттях — в Ермоні, Єгварді, Ципнаванку, в XV—XVII століттях — в Севанаванку, Сісі, Севастії, Новій Джузі і т. д. Викладалися богослов'я, математика, астрономія, геометрія, історія, географія, граматика, музика, філософія, риторика тощо. У різні часи в цих навчальних центрах викладали такі вчені, як Ованес Імастасер, Ананія Санахнеці, Григор Магістрос, Ванакан Вардапат, Нерсес Мшеці, Єсаї Нчеці, Ованес Воротнеці, Григор Татеваці, Товма Мецопеці (автор підручника вірменської мови), Нерсес Ламбронаці, Аракел Сюнеці, Кіракос Ерзнкаці, Акоп Кримеці та інші.

## Танцювальне мистецтво

### Народні танці
1923 року В. Арістакесян у Єревані заснував студію танцю, де викладалися як класичні, так і вірменські народні танці. 1938 року створено народний ансамбль пісні і танцю Вірменії, а 1958 року — ансамбль танцю Вірменії. Велику роль у формуванні і розвитку сфери зіграли І. Арбатов (Ягубян), М. Мартиросян, Л. Воїнова-Шиканян, В. Галстян, Т. Григорян, С. Мінасян, З. Мурадян, Р. Таврізян, В. Ханамірян, Є. Араратова, А. Гарібян, Дж. А. Калантарян, Б. О. Овнанян та інші.
Існує танець із шаблями — трахаг.

### Балет
Перший національний балет — «Щастя» Хачатуряна — поставлено 1939 року. 1933 року сформовано балетну трупу при Єреванському театрі опери та балету.

## Культура національних меншин Вірменії

### Азербайджанці

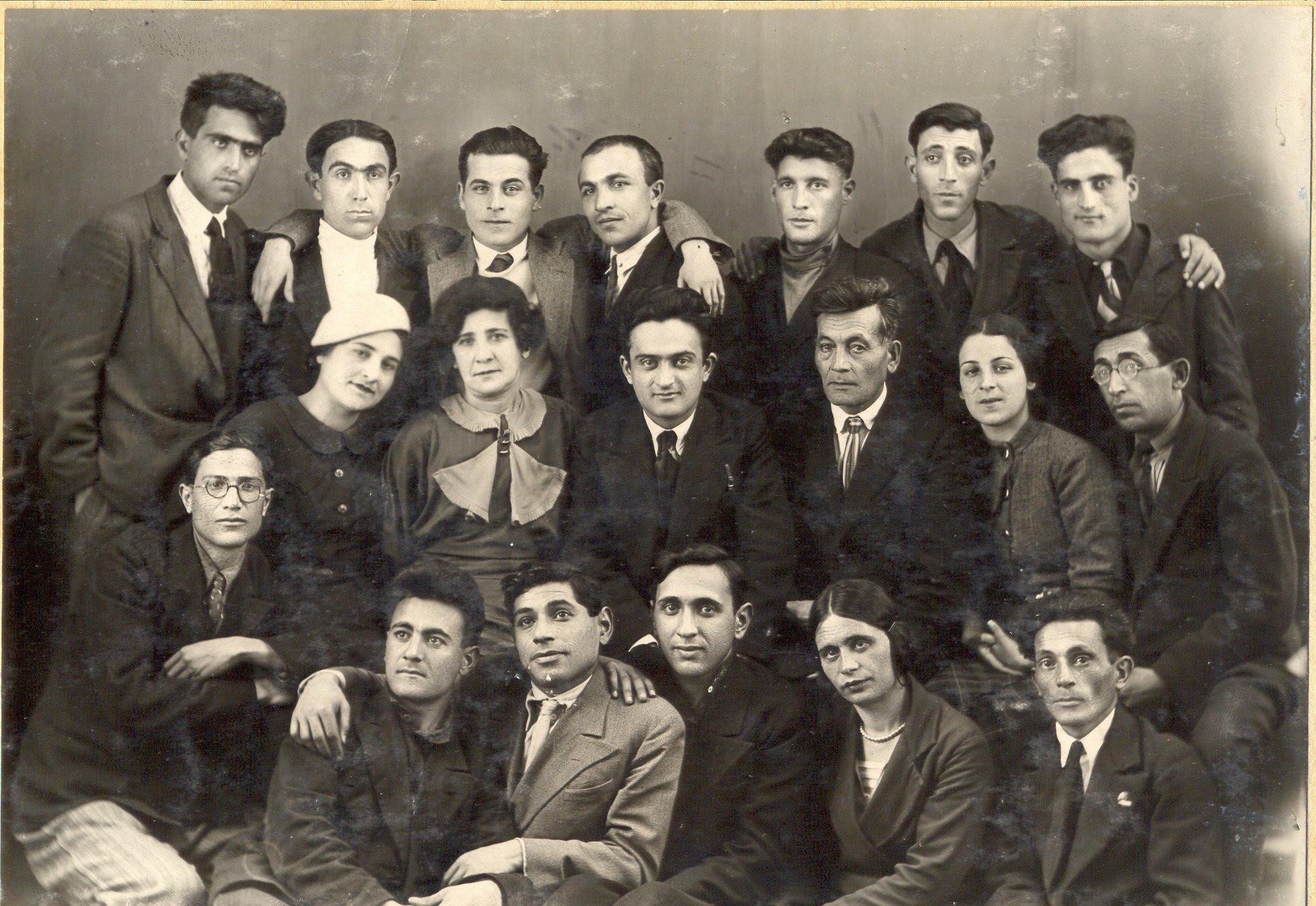
Трупа Єреванський азербайджанський державний драматичний театр 1937 року

Уродженцем Єревану є відомий азербайджанський художник-орнаменталист і портретист XIX століття Мірза Кадим Ерівані, якого вважають основоположником азербайджанського станкового живопису. Працював у Єревані, а в 1850-х рр. для реставрованого Палацу сардарів написав 4 великих (1 м X 2 м) портрети олією. Заслуженим художником Вірменської РСР 1967 року визнано уродженця Зангібасарського району республіки Джаббар Кулієв, який закінчив Єреванський державний педагогічний технікум.
1886 року учні Еріванської російсько-мусульманської школи за ініціативою 23-річного викладача Фірідун-бека Кочарлі поставили комедію М. Ф. Ахундова «Мюсьє Жордан і Дервіш Масталі шах». Від 1896 року вистави азербайджанською мовою в Єревані стали проходити більш-менш регулярно. У цих постановках розкривався талант молодого актора Ю. Н. Сулейманова. Після будівлі школи місцем для вистав служив зал у палаці хана Панаха. Коли він став занадто малим, спектаклі проходили в театрі братів Джанполаджанових. 1928 року в Єревані організовано Азербайджанський театр — перший театр іншого народу на території Вірменії. Театр діяв до 1988 року (з перервою в 1949–1967). В різний час у театрі виступали заслужений артист Вірменії Юніс Нурі, Кязім Зія, Алі Шахсабахли та ін.
Серед найвідоміших азербайджанських ашугів, які жили і творили на території Вірменії, можна назвати Ашуга Алескера з села Агкілса, його вчителя Ашуга Али з села Гизилвенк, Ашуга Асада з села Беюк Каракоюн, Ашуга Іслама з села Наріманли, Ашуга Мусу з села Каракоюнлу. Ашуг Алескер, створював ашузькі наспіви на свої вірші і віртуозно виконував їх на сазі, також очолював ашузьку школу.